# Realismo artístico

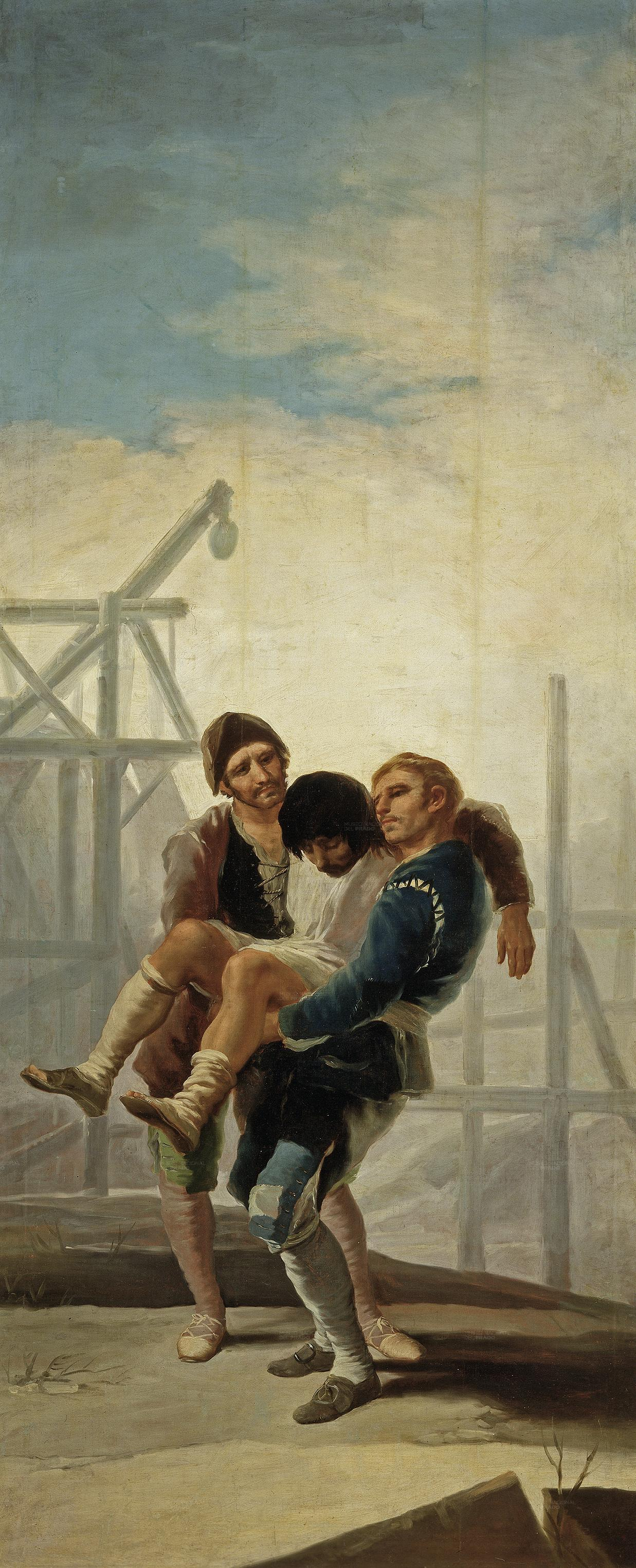
El albañil herido, de Francisco de Goya, 1786-87.

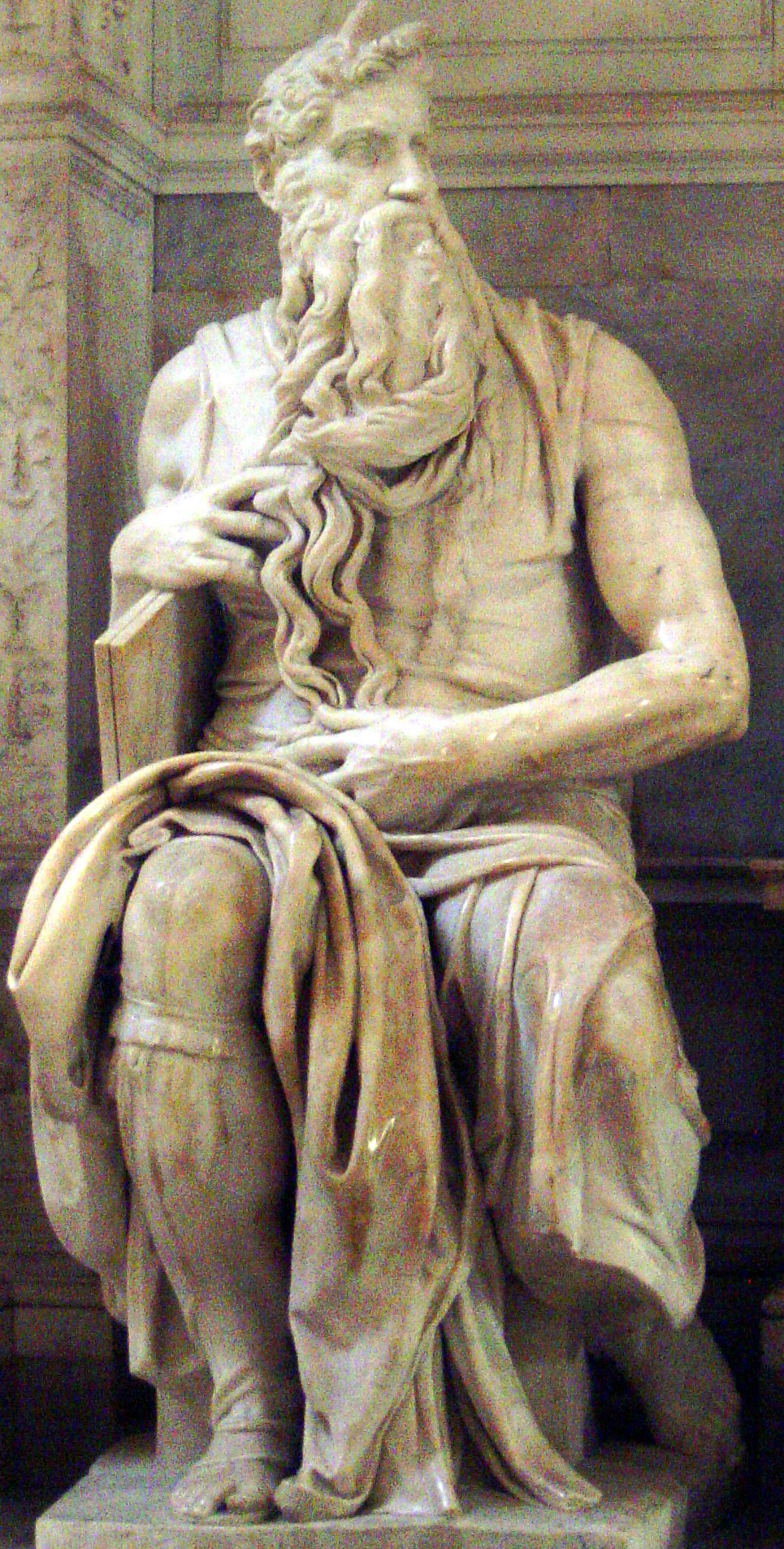
Moisés, de Miguel Ángel, 1513-1515. Se dice que, obsesionado con su realismo, el propio autor golpeó la escultura gritando: "¡Habla, perro!" (Parla, cane).

Realismo es un término que se utiliza para denominar ciertos movimientos artísticos reactivos contra el romanticismo en literatura (literatura del realismo) o pintura (pintura del realismo) —ambos originados en la Francia de mediados del siglo XIX y continuados en el naturalismo literario y pictórico posterior—; tiene una dimensión genérica que permite identificar un realismo artístico como una postura estética o de teoría del arte que identifica arte y realidad.
Esta postura se plasma en diversas formas de representar la realidad o naturaleza de una manera imitativa (mimesis), por lo que también se la denomina naturalismo (de forma equívoca con otros usos de naturalismo en el arte).
Como objetivo o pretensión, la postura o perspectiva realista es compartida en rasgos generales por toda clase de arte figurativo; pero también por la literatura, e incluso por la música programática o descriptiva. En las artes plásticas (escultura y de forma especialmente trascendente para la pintura, dadas sus especiales convenciones -la reducción a lo bidimensional-) puede cumplirse con muy distintos grados, desde las fronteras de la abstracción hasta el trampantojo.
Ese enfoque realista del arte se ha dado en muy distintos estilos y épocas históricas a lo largo de la historia de la pintura y la historia de la escultura; y en cuanto a su distinto tratamiento en cada una de las escuelas nacionales, ha sido propuesto como una de las características definitorias, a lo largo del tiempo, de la escuela española frente a la escuela italiana y la escuela flamenca.

Frente al arte italiano, creador de perfecciones y bellezas, buscador de la suma en que se unen las notas que un individuo no puede presentar nunca fundidas, idealista, en fin, (...) la estética española exalta el supremo valor del individuo como tal (...) esta es la verdadera raíz de nuestro realismo, palabra equívoca que también se ha empleado para calificar cosas muy distintas. Mas no es el nuestro un realismo objetivo y frío que refleja las cosas del mundo como pudiera reflejarlas un espejo; este sería el realismo de los flamencos primitivos o de los holandeses.

El arte realista puede definirse, en cuanto a su contenido, como el que representa los temas "de acuerdo con reglas seculares y empíricas" de modo que tales temas sean "explicables en términos de causas naturales, sin recurso a intervención sobrenatural o divina"; considerando la existencia de una realidad objetiva en tercera persona, sin embellecimiento o interpretación (como hacen los enfoques idealistas del arte: el idealismo artístico, concepto con el que se contrapone).
Tal aproximación implica inherentemente una creencia de que tal realidad es ontológicamente independiente de los esquemas conceptuales del hombre, de sus prácticas lingüísticas y creencias, y que puede ser conocido (o conocible) por el artista, que puede a su vez representar fielmente esa realidad. Según Ian Watt el realismo moderno "comienza con la posición de que la verdad puede ser descubierta por el individuo a través de los sentidos" que "tiene sus orígenes en Descartes y Locke, y recibe su primera formulación con Thomas Reid a mediados del siglo XVIII."
El realismo en las artes tiende a representar personajes, situaciones y objetos de la vida cotidiana de forma verosímil. Tiende a descartar los temas heroicos (tan caros al clasicismo, que los representa con una perspectiva idealista) en favor de temas más neutros, pegados a la tierra. En la definición que del esperpento hace su creador, el dramaturgo español Ramón de Valle Inclán, se comparan, oponiéndola a la suya (que identifica con la de Goya, Quevedo o Cervantes), las dos perspectivas que han dominado la historia de la literatura y de las artes plásticas: la que hace al espectador admirar de rodillas a los héroes homéricos y la que le pone a los personajes a su nivel, en los dramas de Shakespeare.

Comenzaré por decirle a usted que creo hay tres modos de ver el mundo artística o estéticamente: de rodillas, en pie o levantado en el aire.

Cuando se mira de rodillas -y ésta es la posición más antigua en literatura-, se da a los personajes, a los héroes, una condición superior a la condición humana, cuando menos a la condición del narrador o del poeta. Así Homero atribuye a sus héroes condiciones que en modo alguno tienen los hombres. Se crean, por decirlo así, seres superiores a la naturaleza humana: dioses, semidioses y héroes. Hay una segunda manera, que es mirar a los protagonistas novelescos como de nuestra propia naturaleza, como si fueran nuestros hermanos, como si fuesen ellos nosotros mismos, como si fuera el personaje un desdoblamiento de nuestro yo, con nuestras mismas virtudes y nuestros mismos defectos. Ésta es, indudablemente, la manera que más prospera. Esto es Shakespeare, todo Shakespeare. Los celos de Otelo son los celos que podría haber sufrido el autor, y las dudas de Hamlet, las dudas que podría haber sufrido el autor. Los personajes, en este caso, son de la misma naturaleza humana, ni más, ni menos que el que los crea: son una realidad, la máxima verdad.

Y hay otra tercera manera, que es mirar al mundo desde un plano superior, y considerar a los personajes de la trama como seres inferiores al autor, con un punto de ironía. Los dioses se convierten en personajes de sainete. Esta es una manera muy española, manera de demiurgo, que no se cree en modo alguno hecho del mismo barro que sus muñecos. Quevedo tiene esta manera. Cervantes, también. A pesar de la grandeza de Don Quijote, Cervantes se cree más cabal y más cuerdo que él y jamás se emociona con él. Esta manera es ya definitiva en Goya. Y esta consideración es la que me llevó a dar un cambio en mi literatura y a escribir los esperpentos, el género literario que yo bautizo con el nombre de esperpentos.

## El realismo en el arte prehistórico y antiguo
Las primeras manifestaciones artísticas ya presentan la oposición de posibilidades entre la idealización o abstracción de rasgos (que llevan a la representación de los rasgos femeninos exagerados en las venus paleolíticas o al esquematismo del arte rupestre levantino) y el realismo, incluso un realismo tan impactante que hizo dudar durante años de la honestidad del descubrimiento de la Cueva de Altamira, que sólo fue aceptada tras el descubrimiento de más ejemplos de la denominada escuela franco-cantábrica.

La máxima expresión está plasmada en el Techo de los Polícromos de Altamira; el efecto es único: los bisontes se acoplan perfectamente a los relieves de la bóveda, ofreciéndones una visión en tres dimensiones de los animales, con sus masas musculares sobresaliendo en auténtico relieve bajando hacia nuestros ojos... en un realismo espectacular... es como si el artista al llegar a la sala aún virgen hubiera experimentado, permítasenos la comparación, la misma sensación que Miguel Ángel ante el bloque de mármol donde estaba "encerrado" el David o el Moisés, él nada más tuvo que sacarlo al exterior.

La interpretación del arte griego, en que la mímesis de la naturaleza es algo esencial, identifica como idealismo la búsqueda de la belleza en una armonía y proporción que supera los rasgos reales de los seres humanos individuales (de modo equivalente a la expresión filosófica platónica de la relación entre el cosmos aisthetós y cosmos noetós -el mundo real y el mundo de las ideas del mito de la caverna-). No obstante, al equilibrio clásico del siglo V sucedió el helenismo, donde se buscó la representación del dolor, la voluptuosidad, las anécdotas cotidianas y las edades distintas a la plenitud de la madurez. El arte romano, heredero del helenismo, buscó la individualidad del retrato.

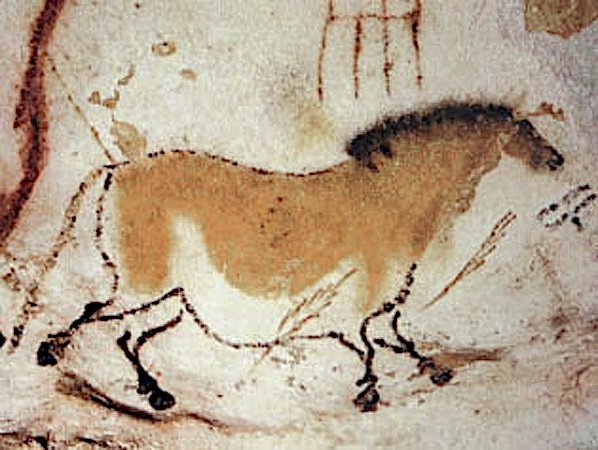
Caballo, cueva de Lascaux, pintura paleolítica.
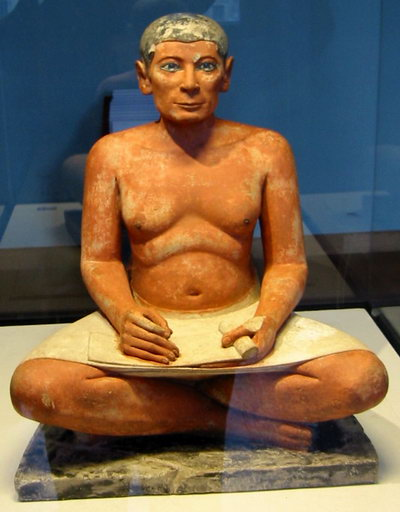
El escriba sentado, escultura del Antiguo Egipto.
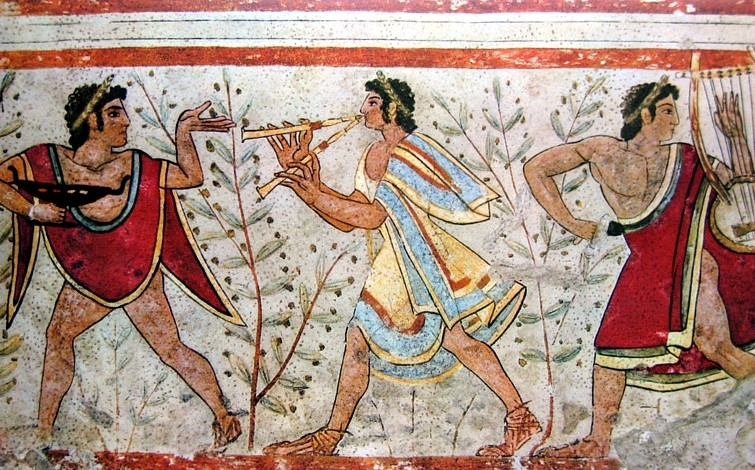
Músicos en la Tumba de los leopardos, Necrópolis de Monterozzi, pintura etrusca.
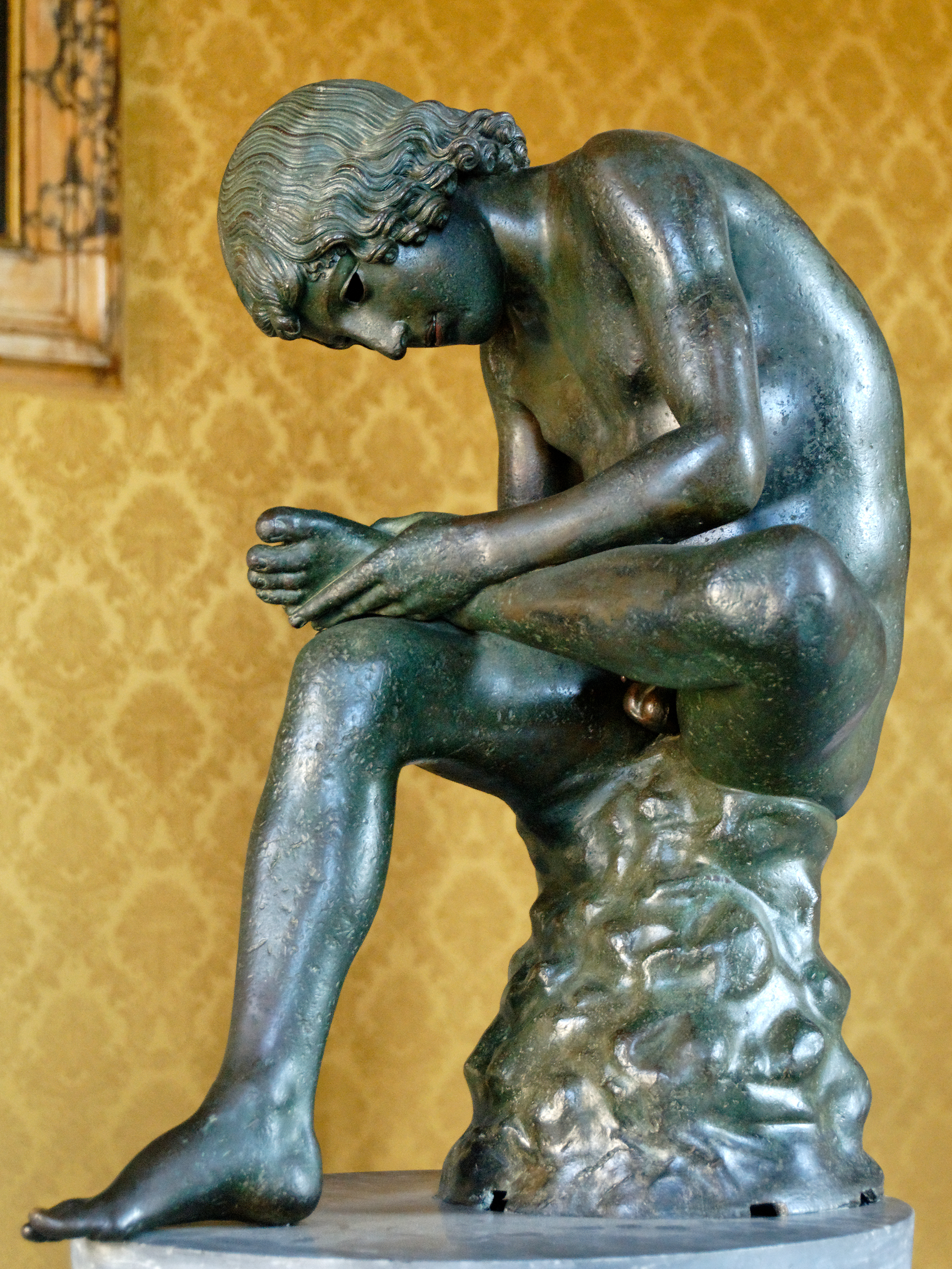
El espinario, escultura helenística.
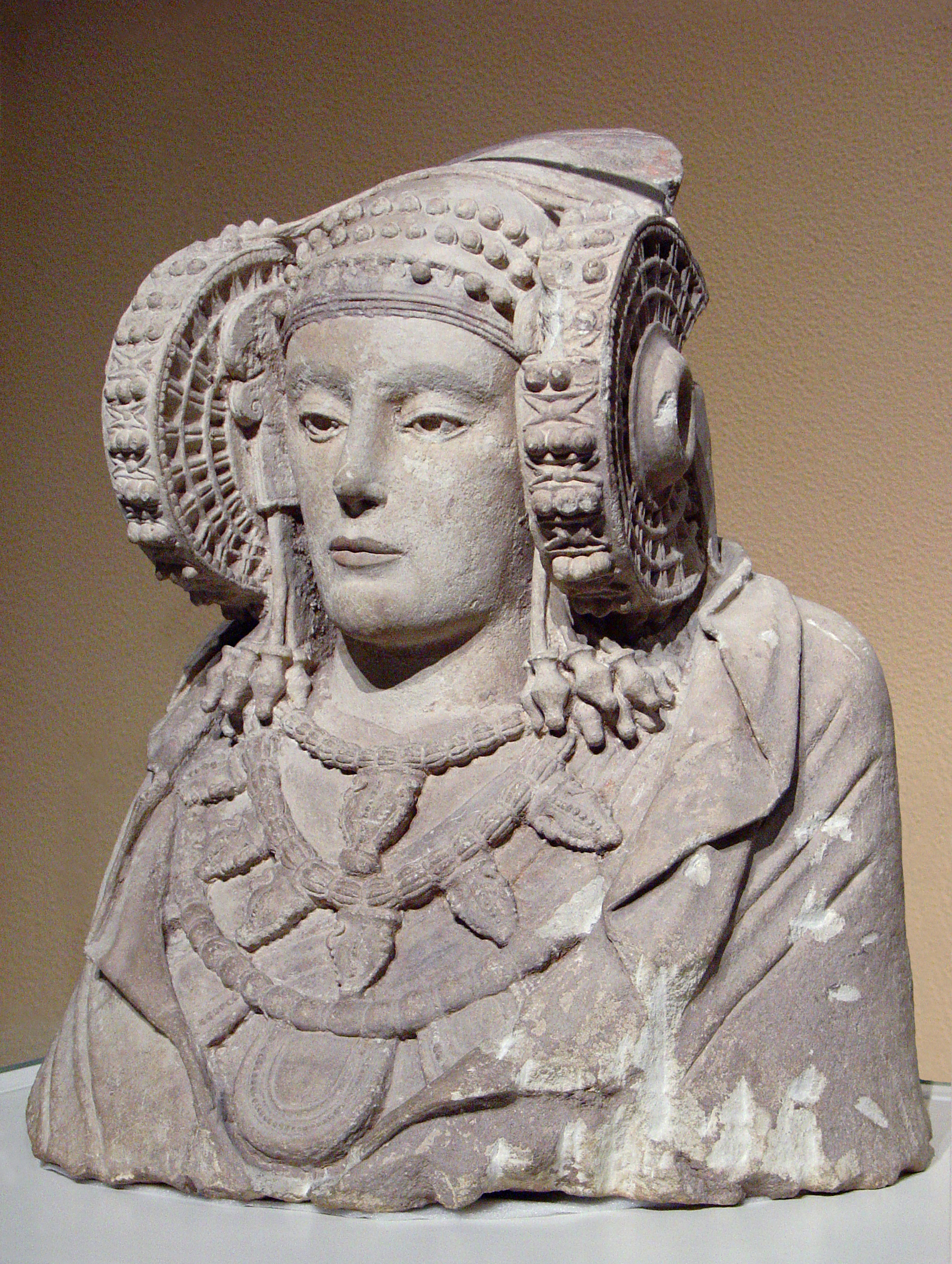
Dama de Elche, escultura ibérica.
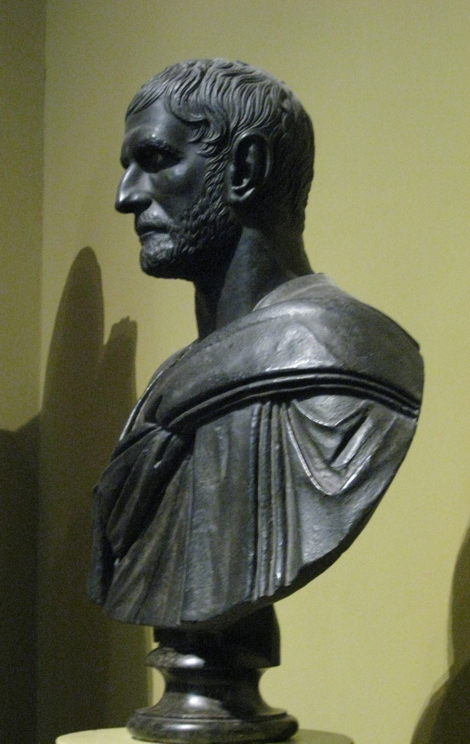
Retrato romano identificado con Marco Junio Bruto.

## El realismo en el arte medieval y de la Edad Moderna

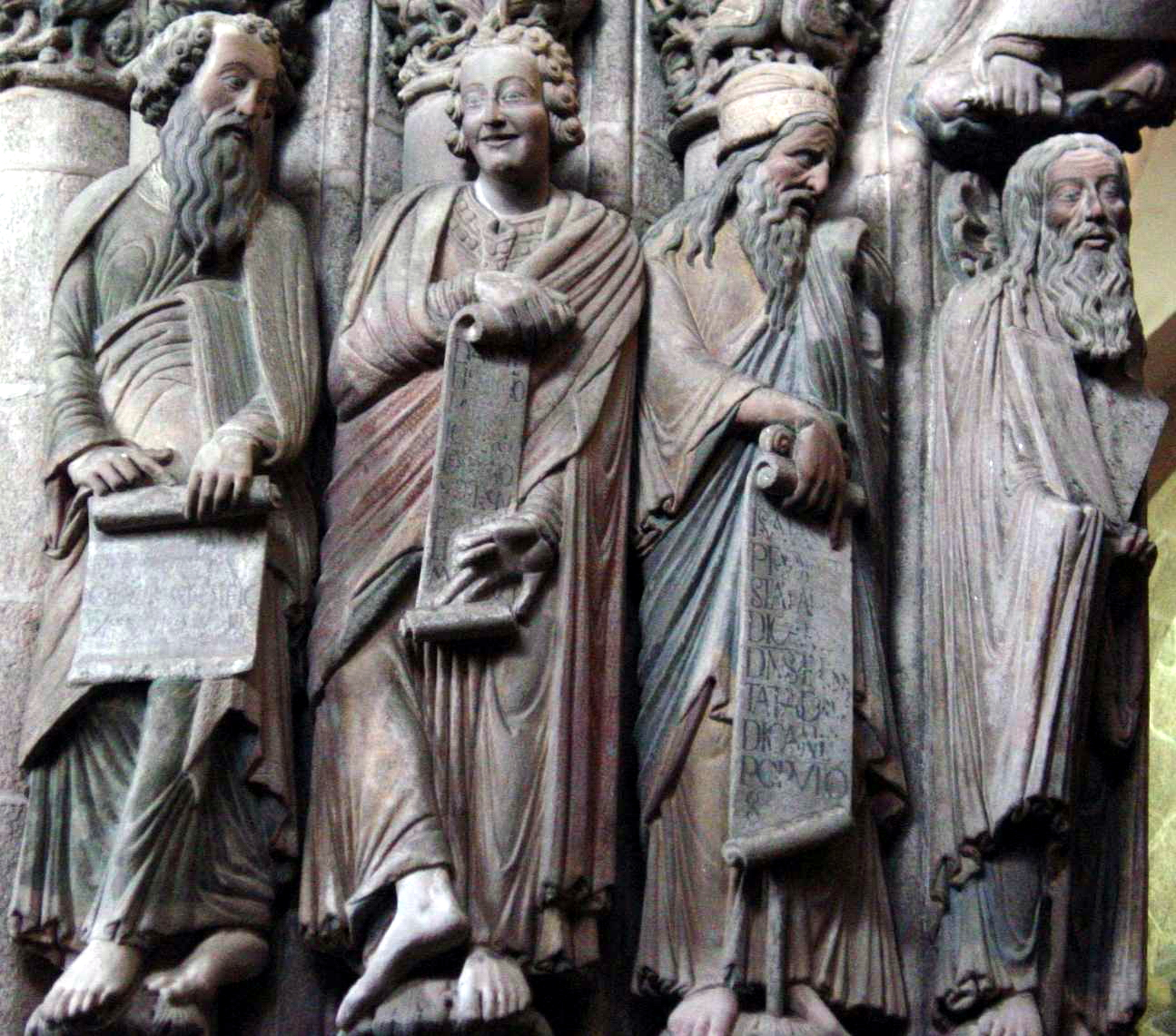
Grupo de profetas en el Pórtico de la Gloria, del Maestro Mateo, 1168-1188. Daniel, sonriente y sin barba.

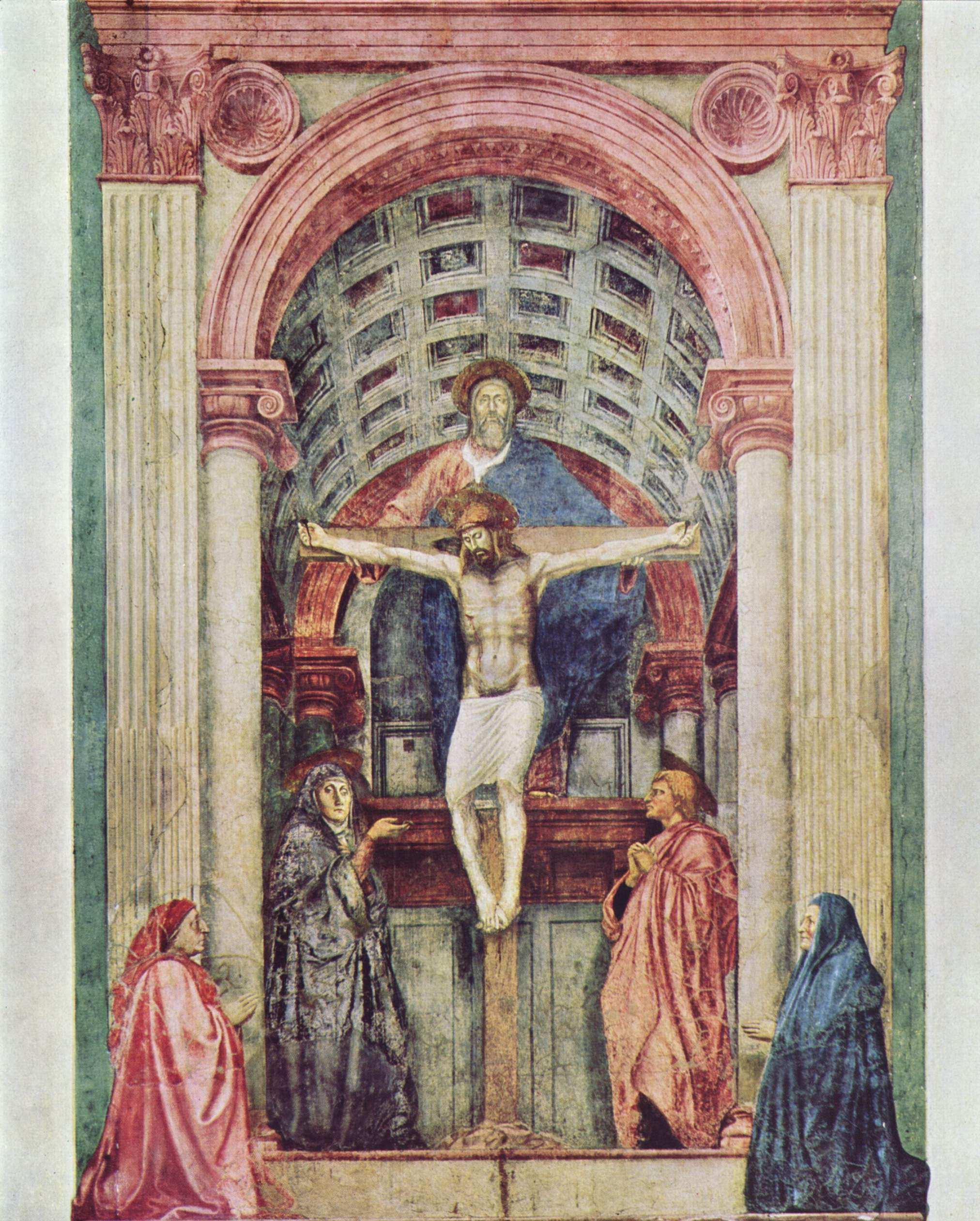
Trinidad, de Masaccio, 1427.

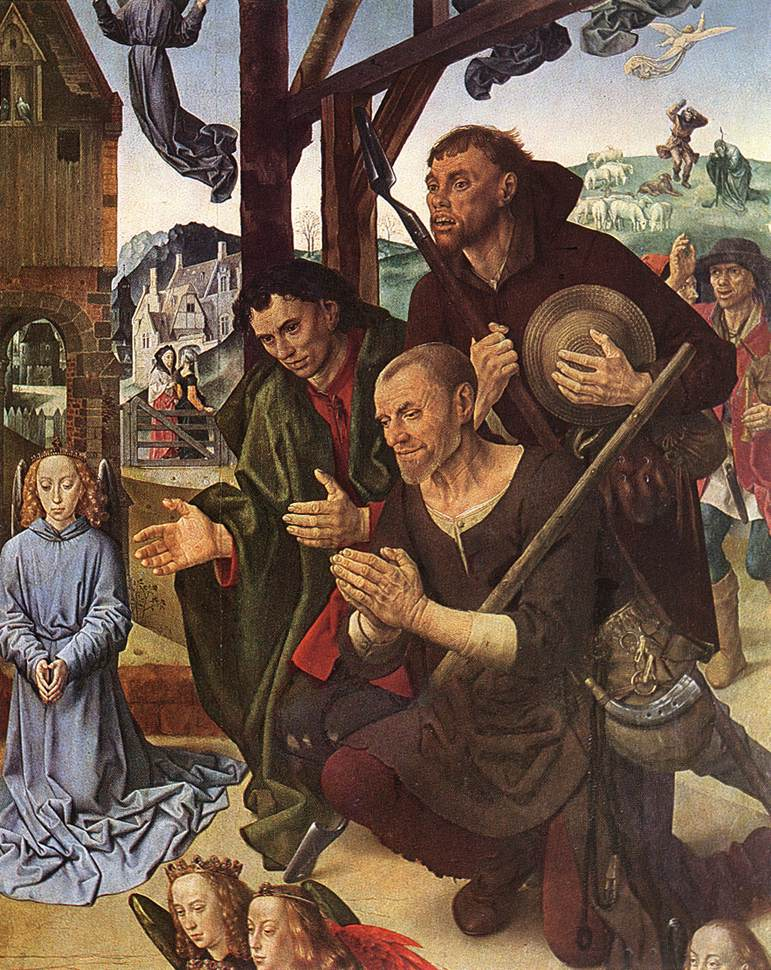
Detalle de la Adoración de los pastores en el Tríptico Portinari, de Hugo van der Goes, 1476-1479.

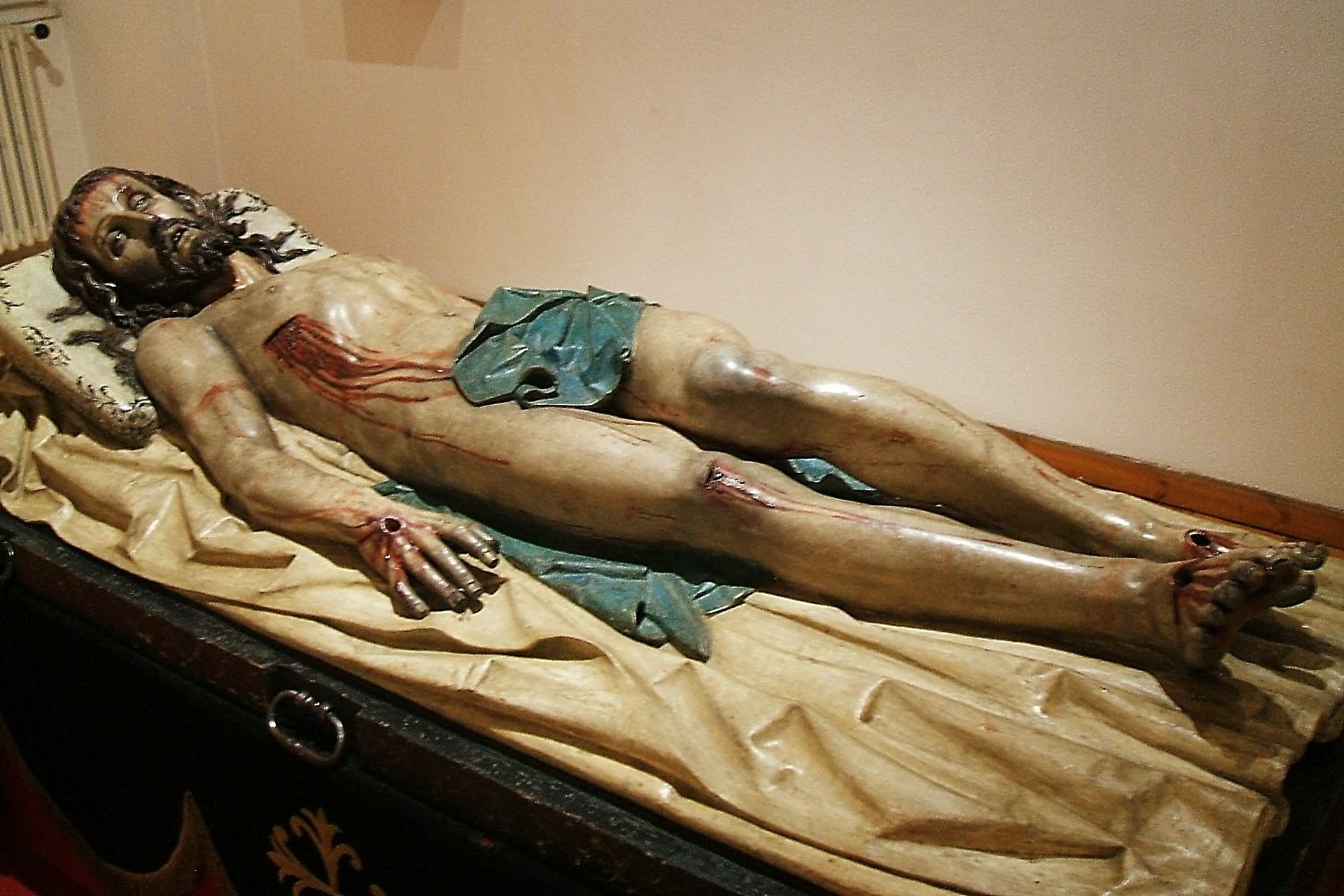
Cristo yacente de Gregorio Fernández, 1606-1614.

La plástica románica, como la bizantina, en una tendencia que había iniciado el arte paleocristiano, busca la estilización de los rasgos en pro de la representación idealizada de santos y cristos hieráticos; mientras que la plástica gótica pretende humanizarlos con representaciones más realistas, que expresan el dolor y la ternura (cristos crucificados, vírgenes con el niño). Se ha señalado que el Daniel sonriente del pórtico de la Gloria (siglo XII) representa una transición entre ambos extremos.
El renacimiento italiano, vinculado al humanismo filosófico, recuperó el antropocentrismo de la Antigüedad, al tiempo que con las leyes de la perspectiva y el tratamiento de la luz y las sombras (que culmina en el sfumato y la perspectiva aérea de Leonardo) consiguió dar a las representaciones del mundo un aspecto verosímil; mientras que el flamenco, con la técnica del óleo permitió un detallismo extraordinario y unos matices en el color hasta entonces insospechados (que culminan en las veladuras, el chiaro-oscuro y la morbidezza de la escuela veneciana y Rafael).
Frente a la intelectualización del manierismo, el barroco es un arte realista, que se recrea en la representación de lo sórdido del dolor y la pobreza, o alternativamente expresa el triunfo y la gloria, con estallidos sensoriales y fuertes contrastes (dentro de cada obra, entre unas y otras escuelas, y entre unos y otros autores -Caravaggio frente a Ribera; Bernini frente a Borromini; Velázquez frente a Murillo; Valdés Leal frente a Lucas Jordán; Le Nain frente a Poussin; Rubens frente a Van Dyck; Rembrandt frente a Vermeer; Gregorio Fernández frente a Martínez Montañés-).
El siglo XVIII presenció la simultaneidad de muy distintas aproximaciones artísticas a la realidad: el barroco tardío marcaba un extraordinario contraste entre el clasicismo de los exteriores y la sensualidad morbosa de los interiores privados (rococó); mientras que el neoclasicismo sometía a la realidad a la estrechez de las reglas académicas que el prerromanticismo se esforzaba en vulnerar, aunque ambos tendiendo más a conceptos idealistas que propiamente realistas (Laocoonte de Lessing).

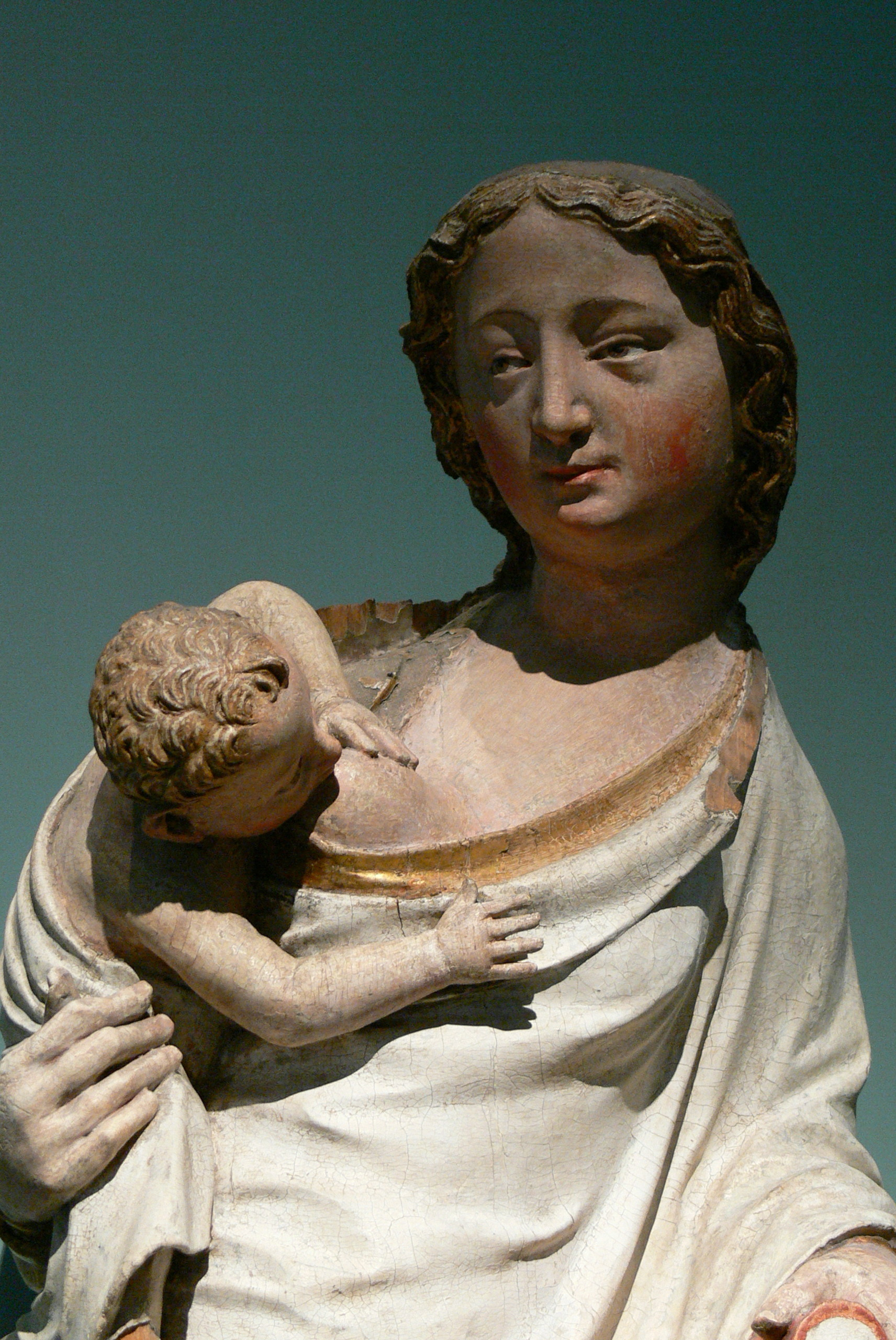
Virgen de la leche, escultura gótica de la Baja Austria, hacia 1380.
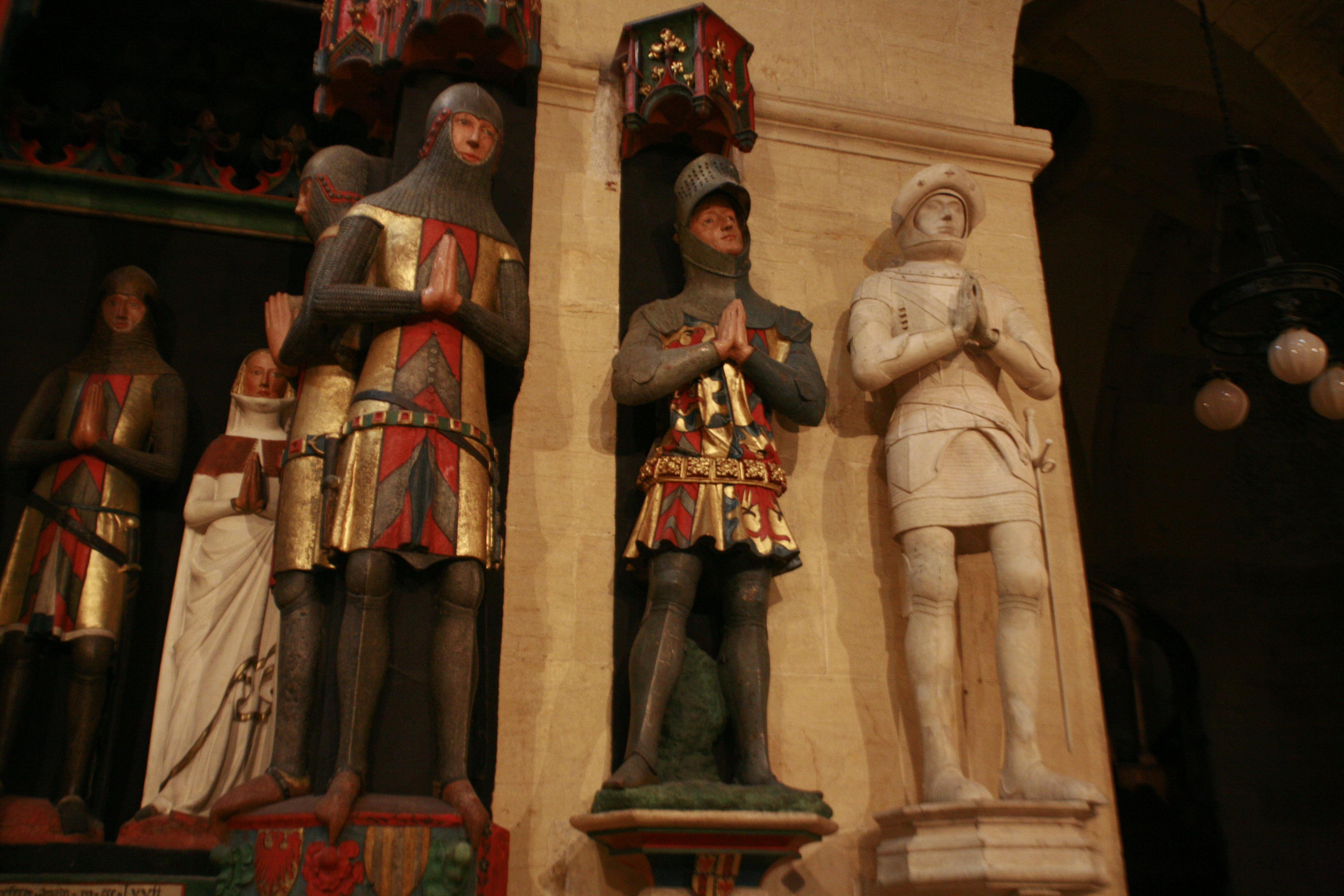
Cenotafio de los Condes de Neuchatel, siglo XIV.
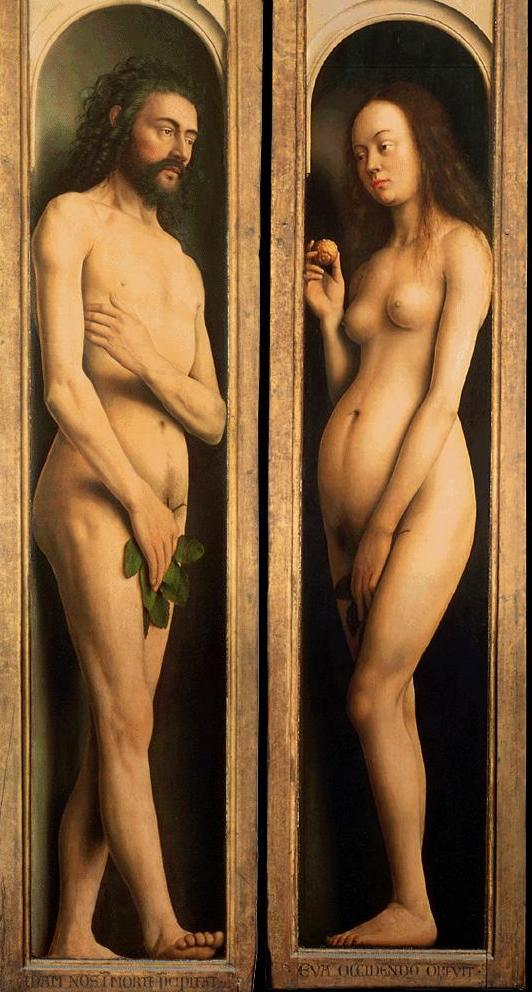
Adán y Eva en el Políptico de Gante, de Jan Van Eyck, 1432.
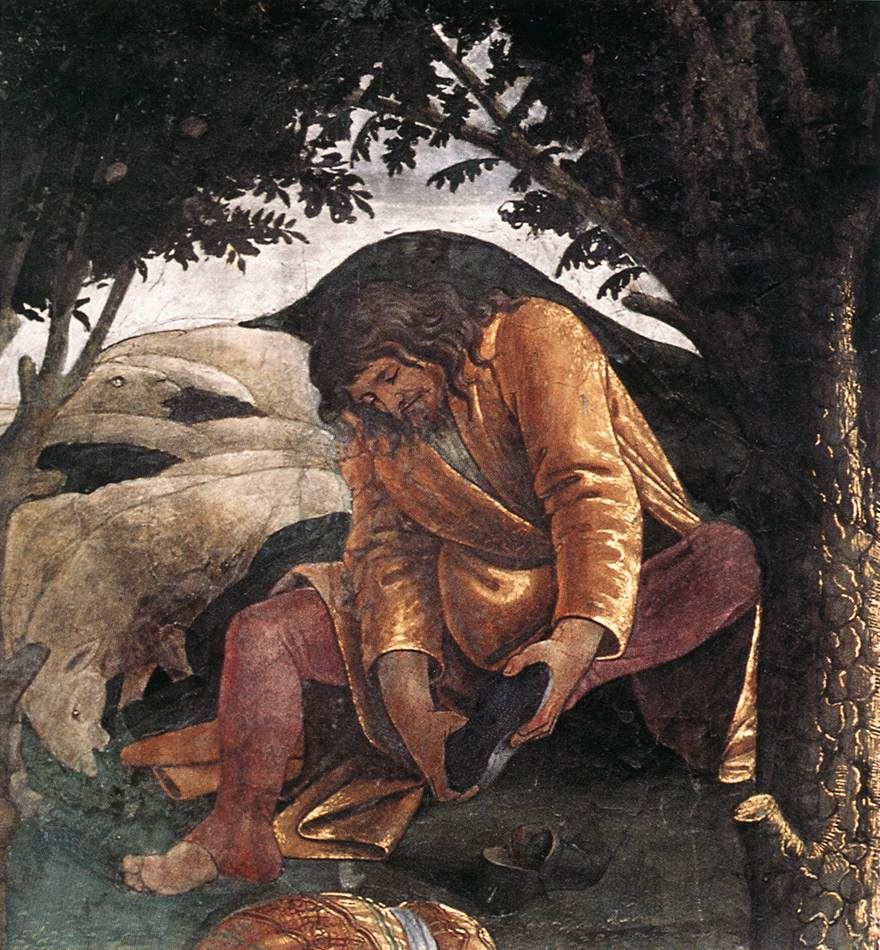
Detalle de la Vida de Moisés, fresco de la Capilla Sixtina, de Sandro Boticelli, 1481-1482.
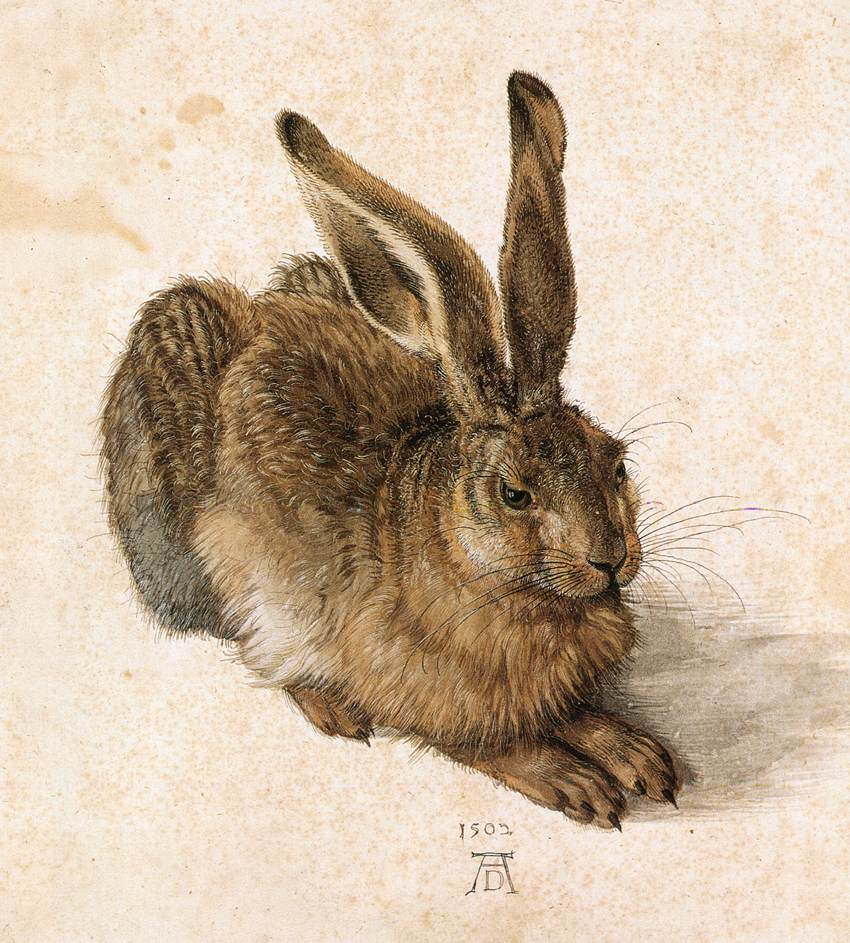
Liebre de Alberto Durero, 1502.
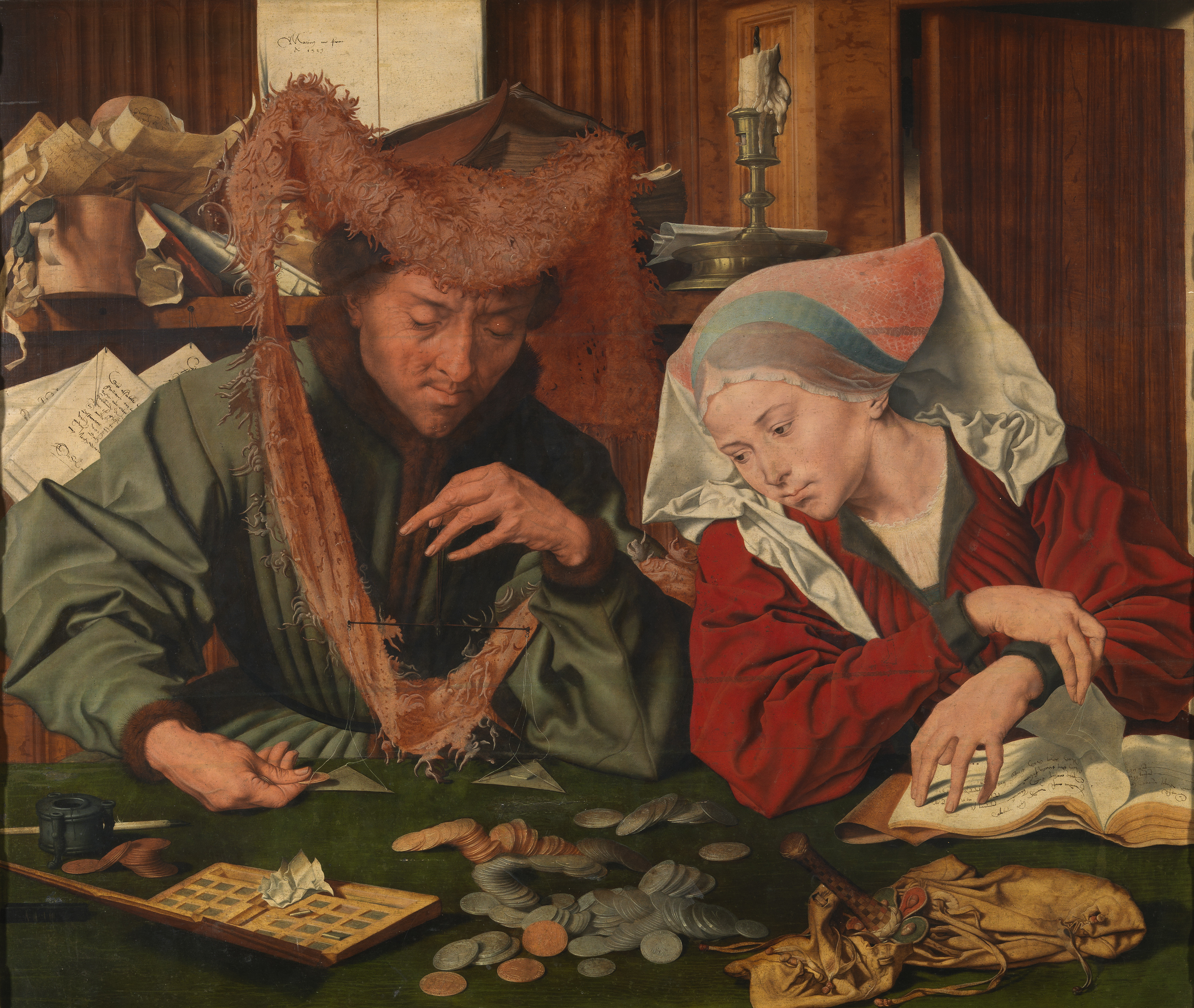
El cambista y su mujer, de Marinus van Reymerswale, 1539.
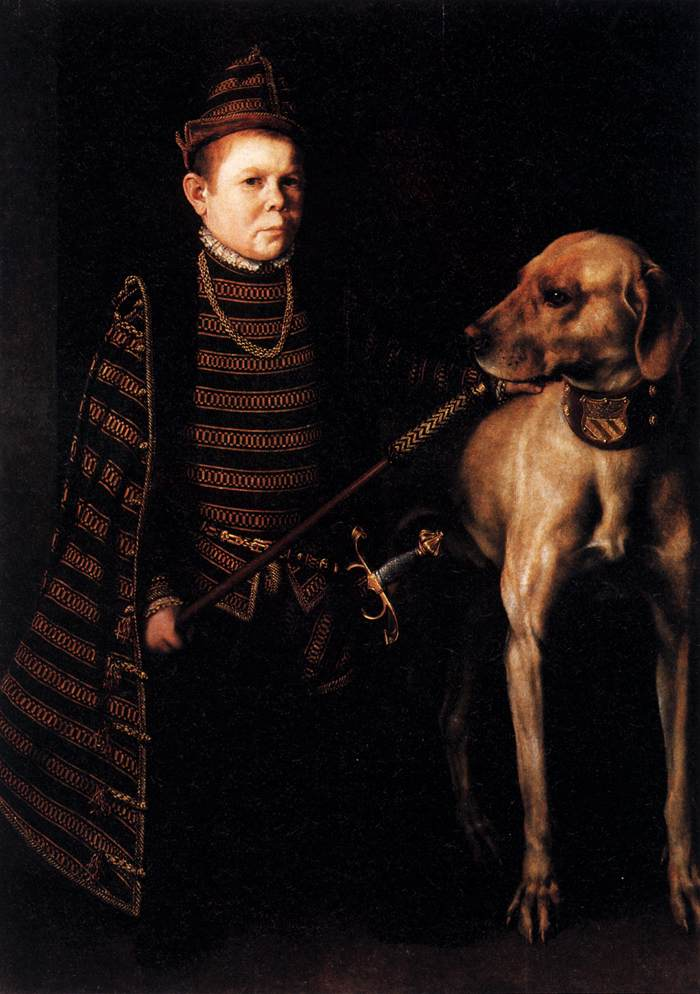
El enano del Cardenal Granvela, con un perro, de Antonio Moro, hacia 1560.
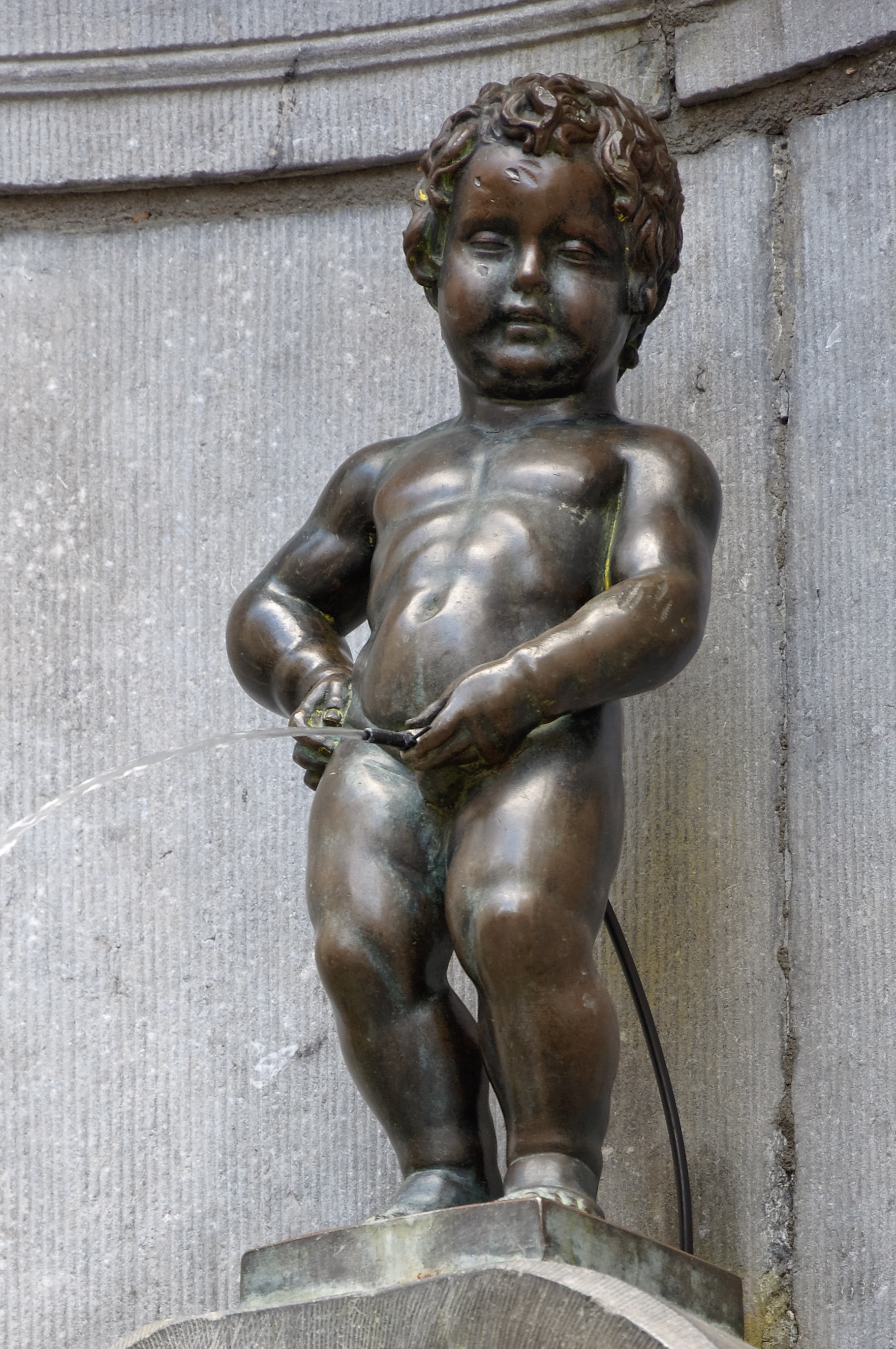
Manneken Pis de Bruselas, 1619.
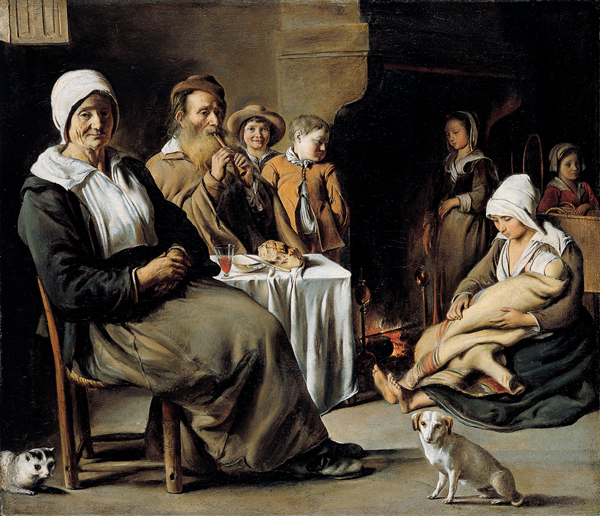
Interior campesino con viejo plautista, de Louis Le Nain, hacia 1642.
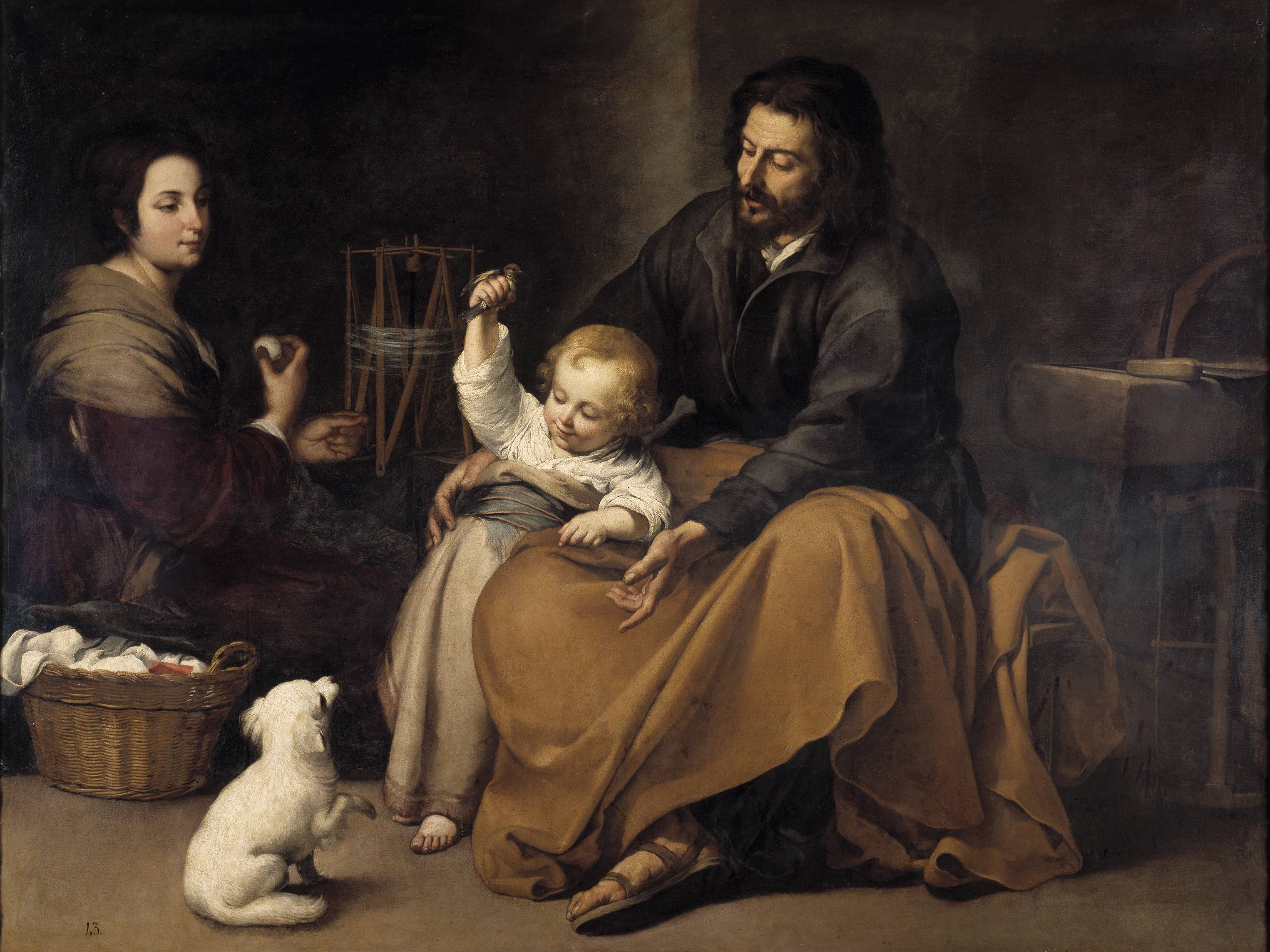
Sagrada Familia del pajarito, de Bartolomé Esteban Murillo, 1645-1650.
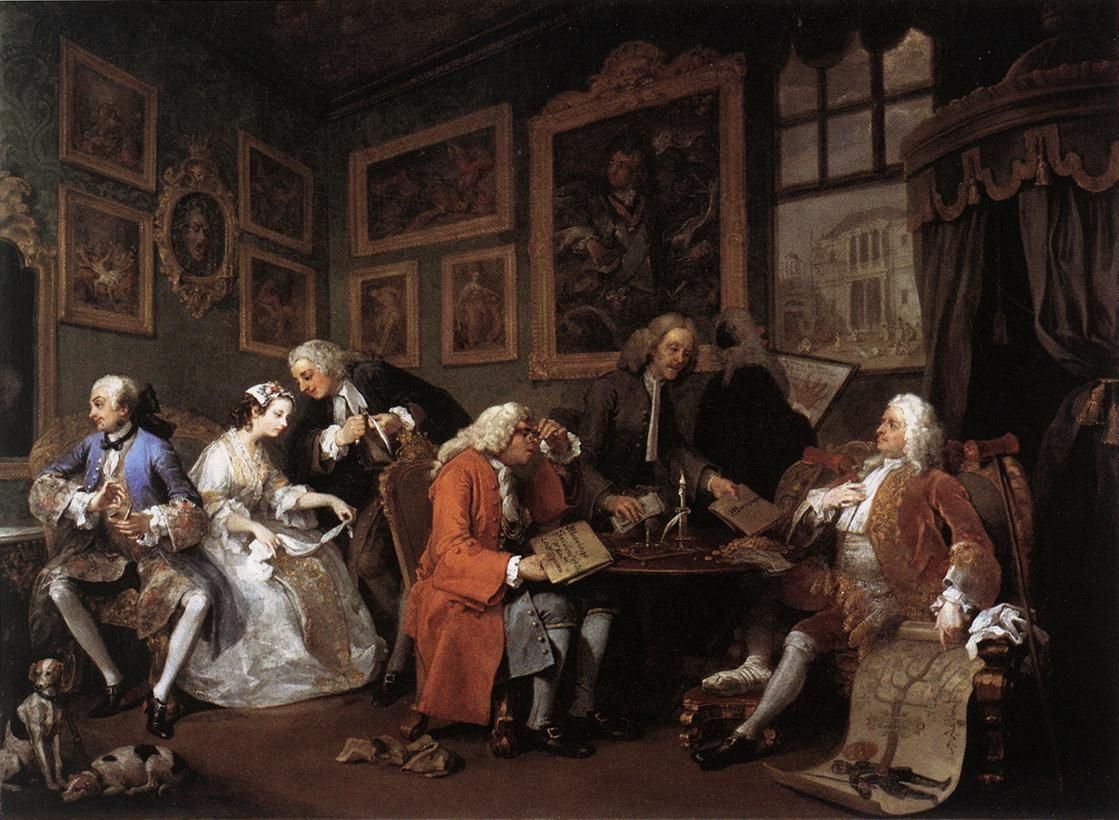
Matrimonio a la moda, de William Hogarth, 1743.
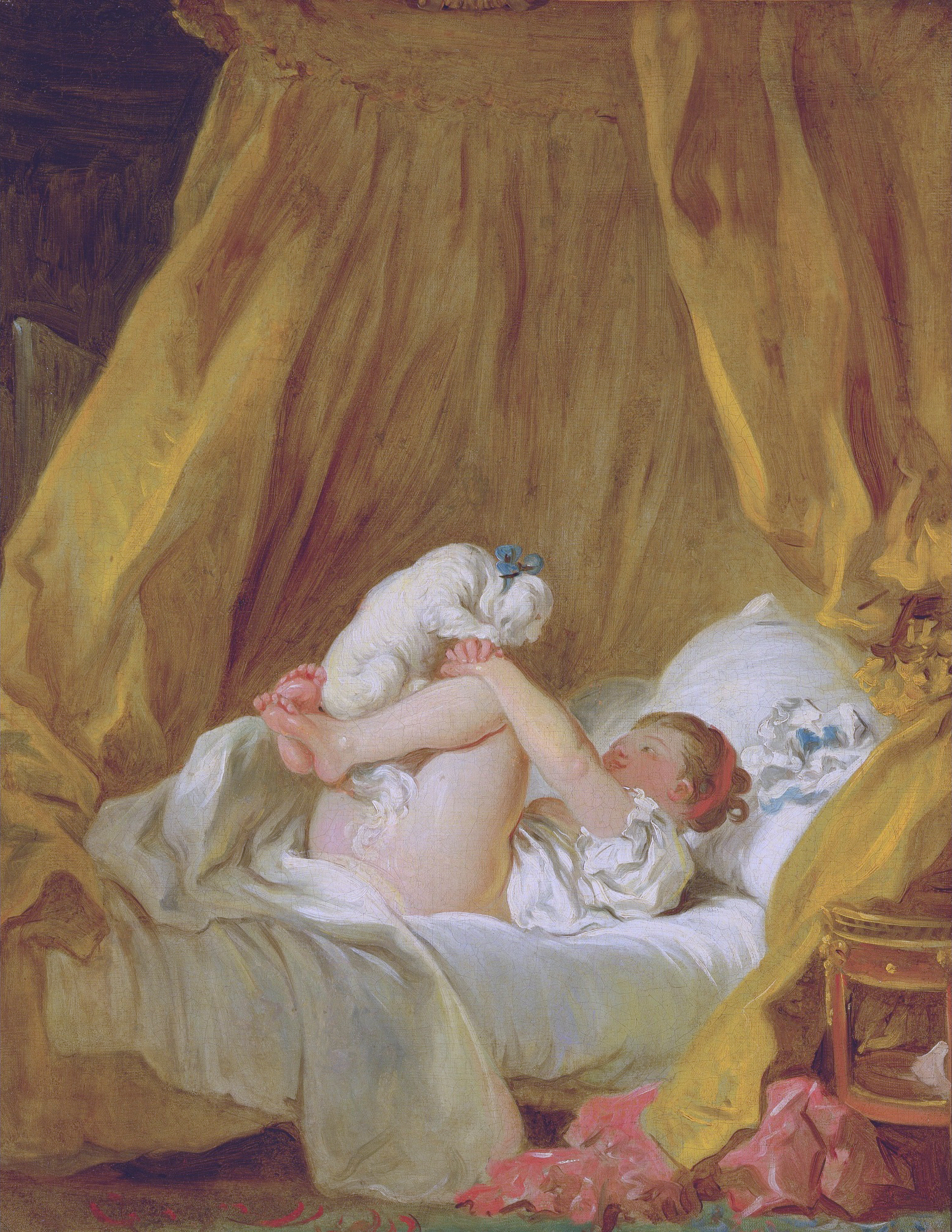
Joven con perrito, de Fragonard, 1770.

## El realismo en el arte de la Edad Contemporánea

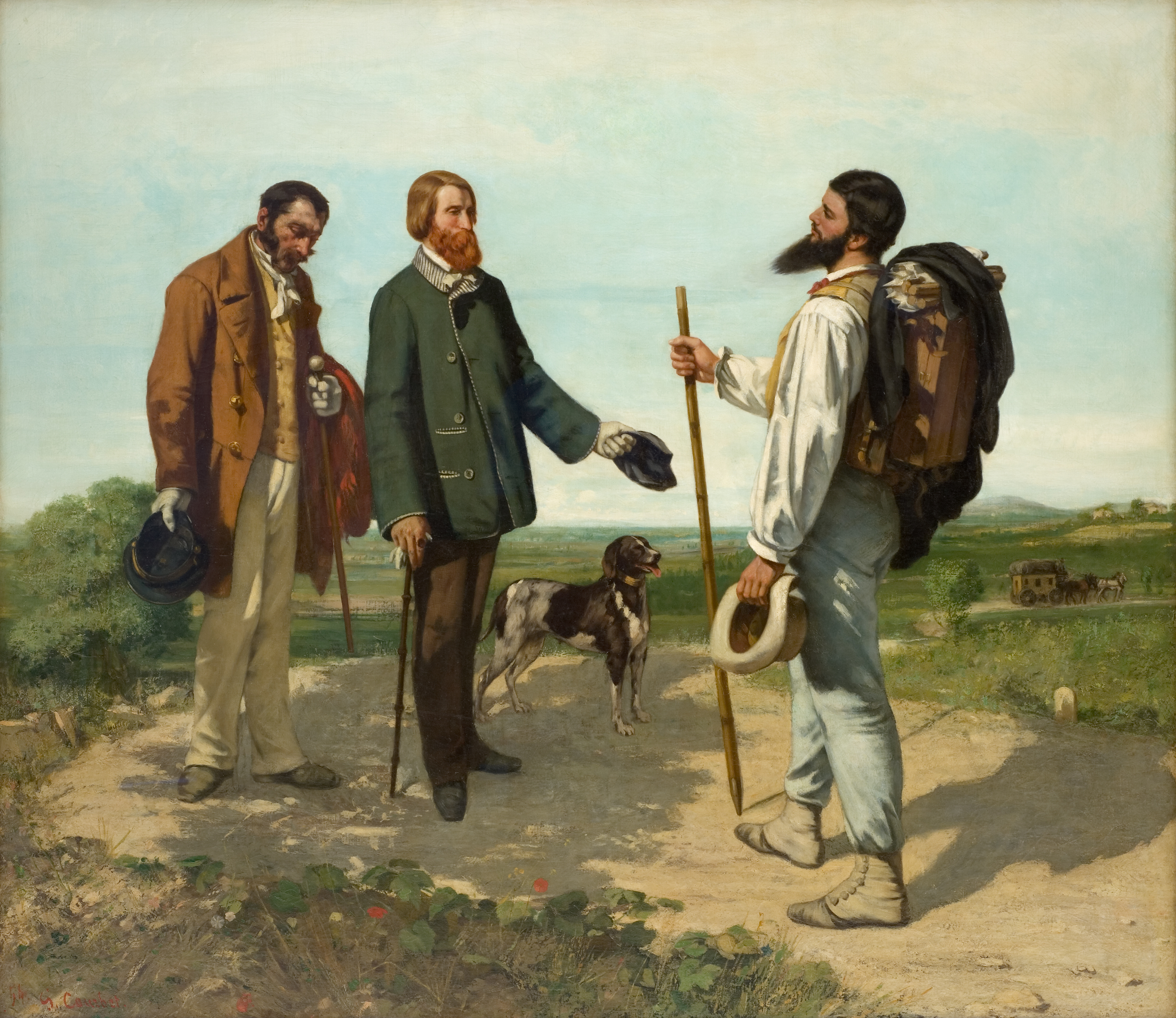
Bonjour, Monsieur Courbet, de Gustave Courbet, 1854.

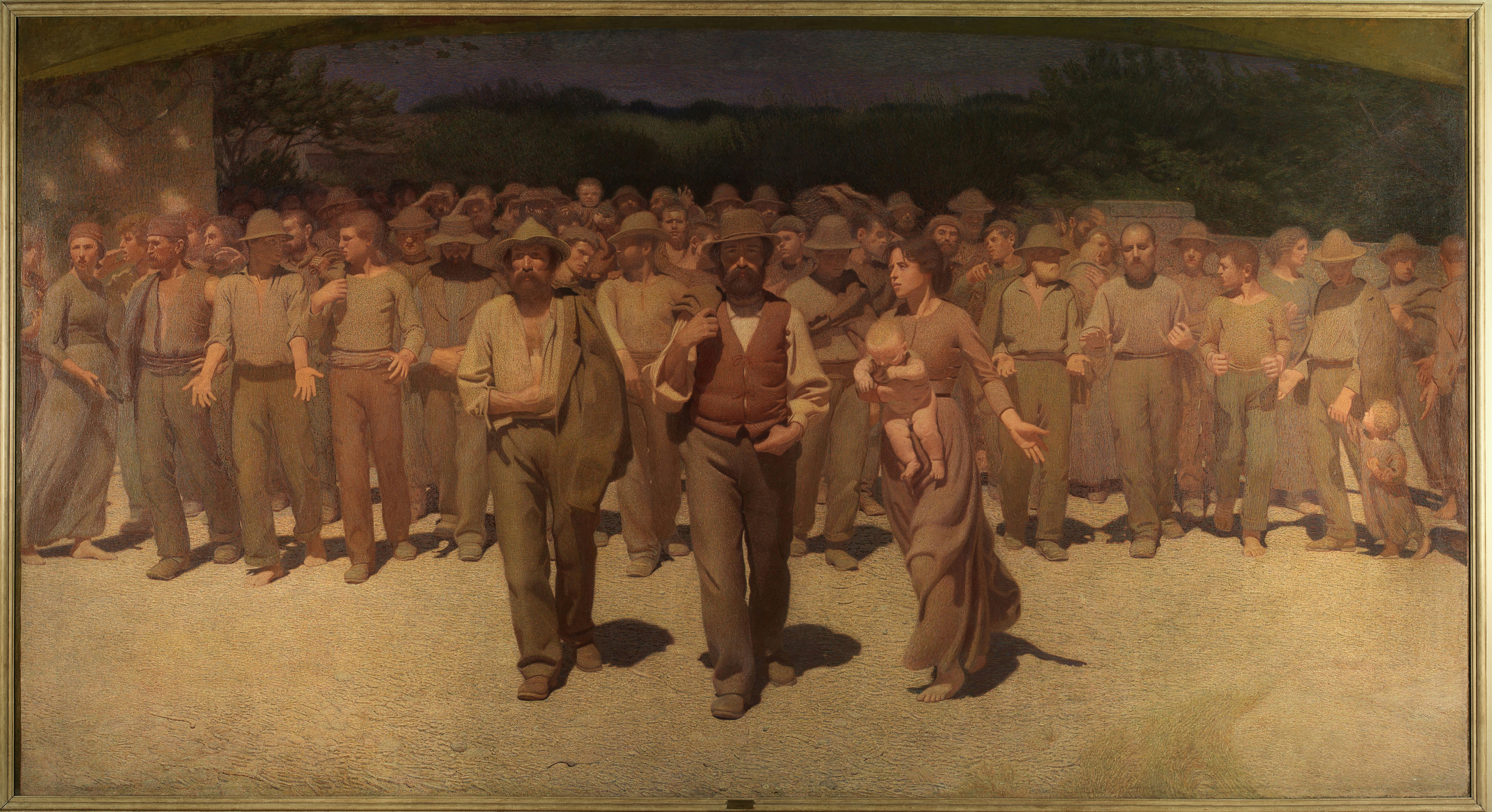
Il quarto stato ("El cuarto estado"), de Giuseppe Pellizza da Volpedo, 1901.

Los movimientos artísticos denominados "realistas" de la Francia de mediados del XIX reaccionaban contra las emociones exageradas del romanticismo; sustituyéndolas por la búsqueda de la verdad en la precisión, y encontrando sus temas no en las lejanías del exotismo, el orientalismo, el medievalismo y otros historicismos; sino en la vida cotidiana y los conflictos propios de la revolución industrial y la sociedad de clases. La perspectiva realista (y sobre todo la del naturalismo, su movimiento continuador e intensificador), pasó a ser sinónimo de búsqueda de lo feo, sórdido y marginal, para denunciarlo (realismo social, novela social, kitchen sink realism -realismo de fregadero-). También coincide con el realismo la perspectiva local y regional (costumbrismo, regionalismo), que en muchos casos se identifica con los movimientos nacionalistas que surgen por toda Europa en el siglo XIX (especialmente el denominado nacionalismo musical).
Los avances técnicos y científicos, y en concreto la popularización de la fotografía, incentivó en el gran público el deseo por representaciones que parecieran "objetivamente reales". Al igual que la masiva difusión de la prensa originó los folletines; la posibilidad de reproducción industrializada del arte gráfico y de otros objetos artísticos antes restringidos a individualidad de la artesanía, originó una degradación del objeto artístico (denunciada por Ruskin y William Morris -Arts and Crafts-) que suele denominarse kitsch.
Frente a las vanguardias artísticas, los totalitarismos nazi y soviético estimularon movimientos estéticos de carácter realista: el realismo socialista y el realismo heroico.
Los movimientos artísticos de la segunda mitad del siglo XX incluyeron diferentes tratamientos de carácter realista, como el pop art y el hiperrealismo.
La narrativa hispanoamericana de mediados del siglo XX generó una nueva dimensión del realismo con el denominado realismo mágico.

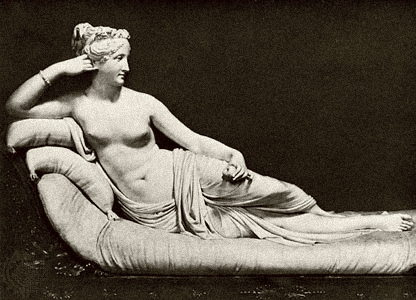
Representación de la Venus Victrix, que retrata a Paulina Bonaparte, de Canova, 1805-1808.
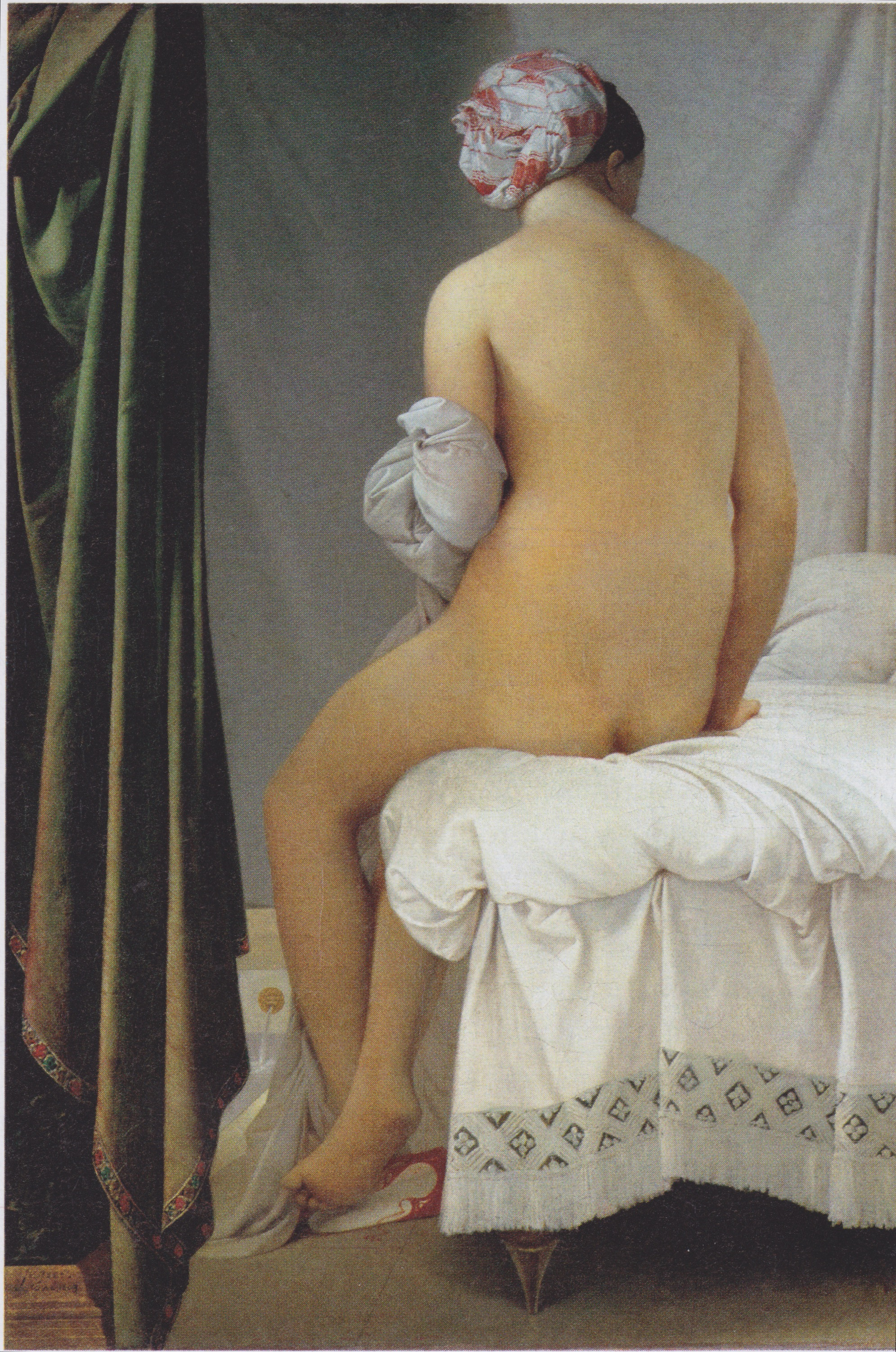
La bañista, de Ingres, 1808.
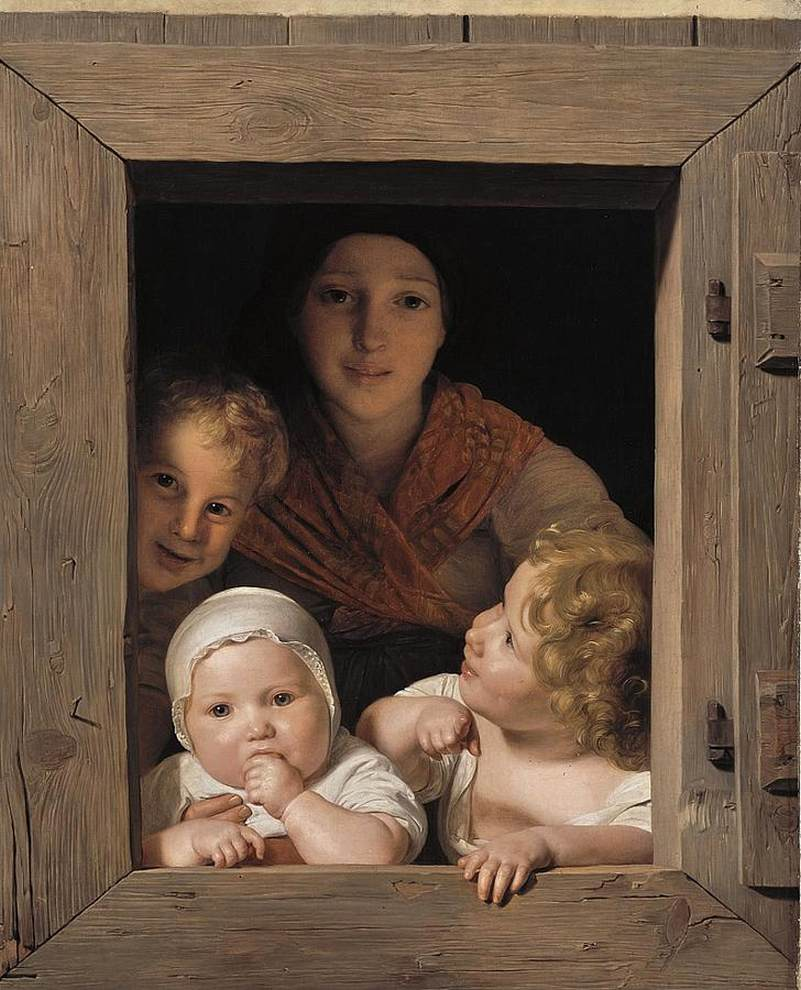
Joven campesina con tres niños en la ventana, Ferdinand Georg Waldmüller, 1840.
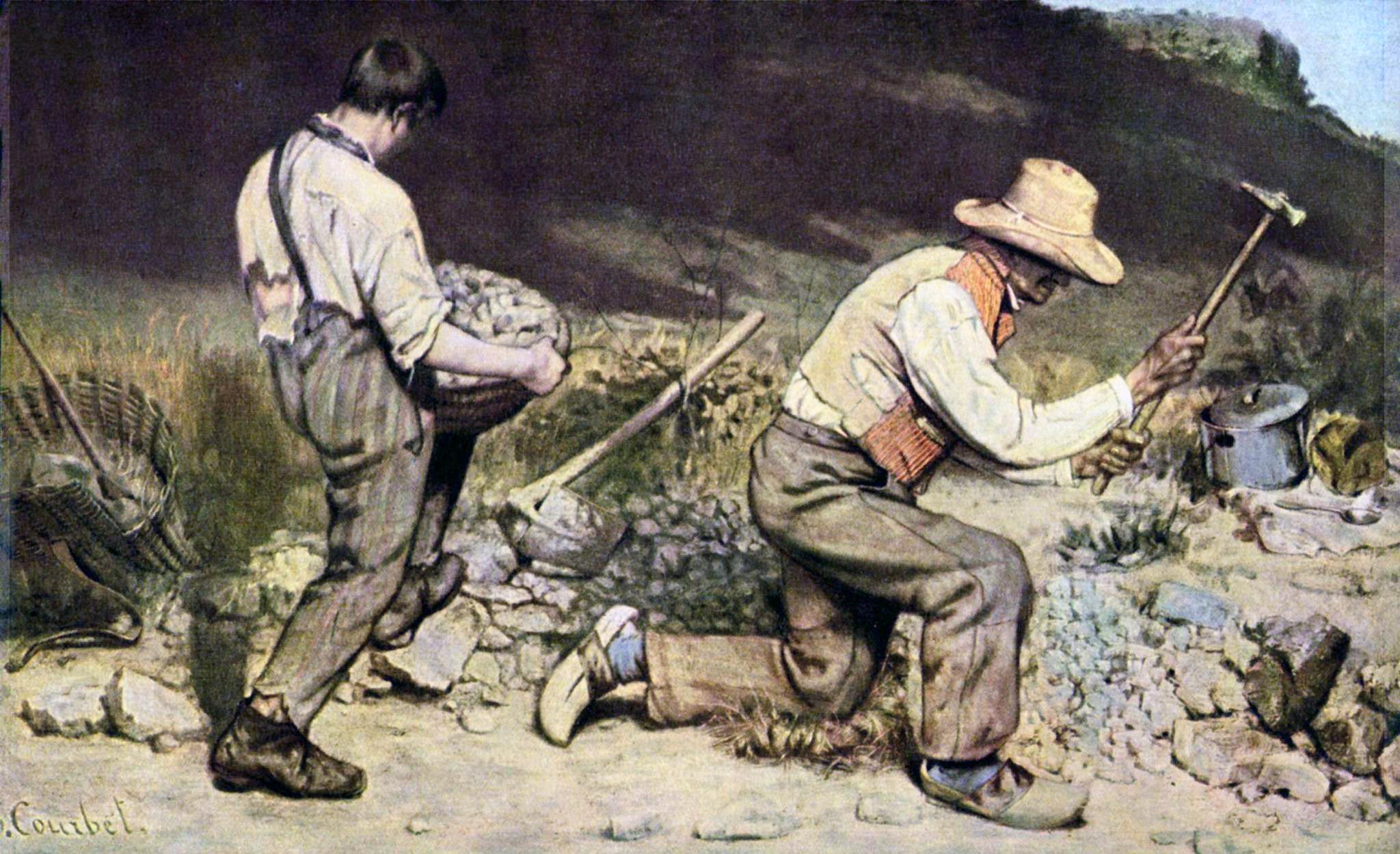
Los picapedreros, de Gustave Courbet, 1849.
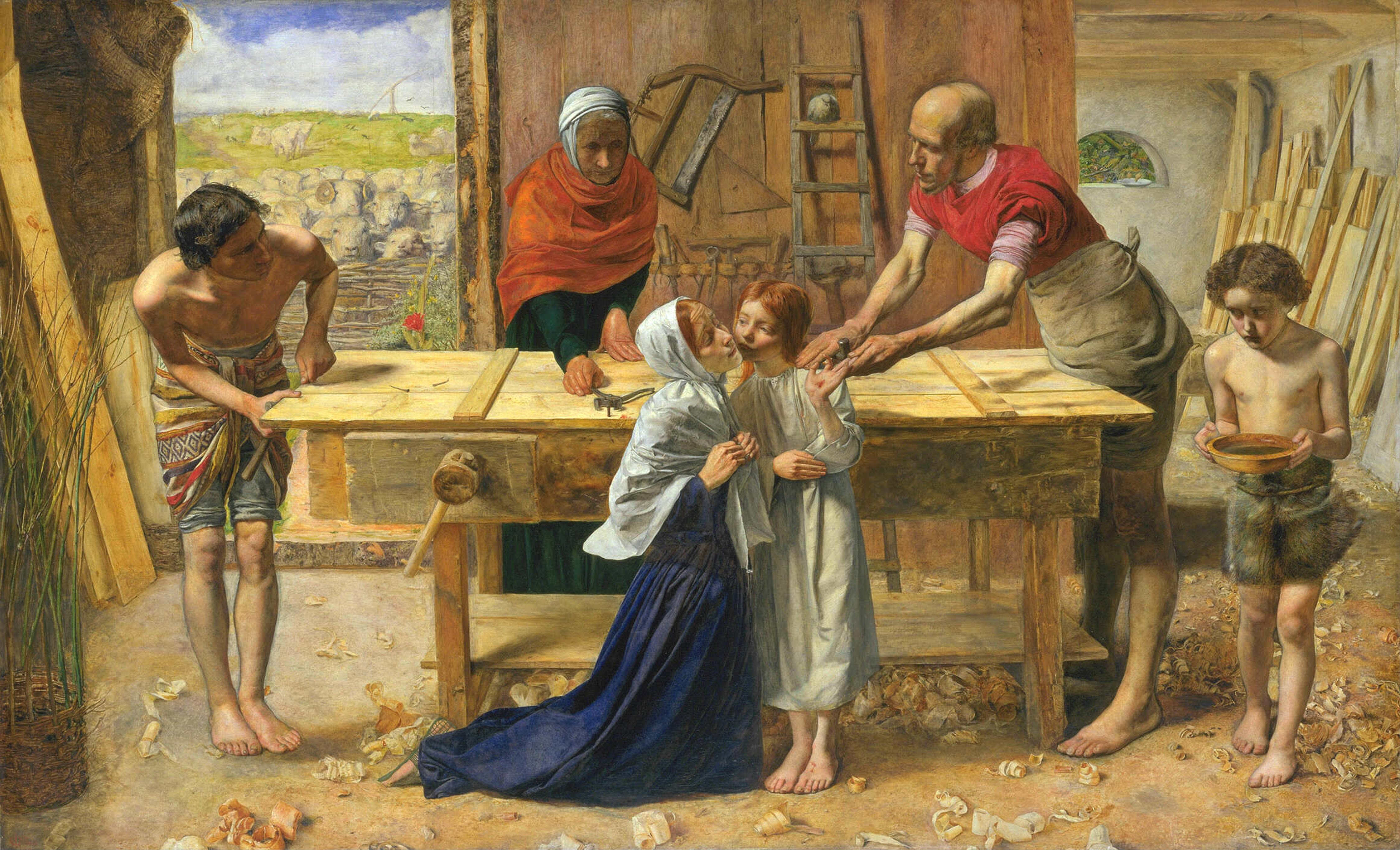
Cristo en casa de sus padres, de John Everett Millais, 1849.
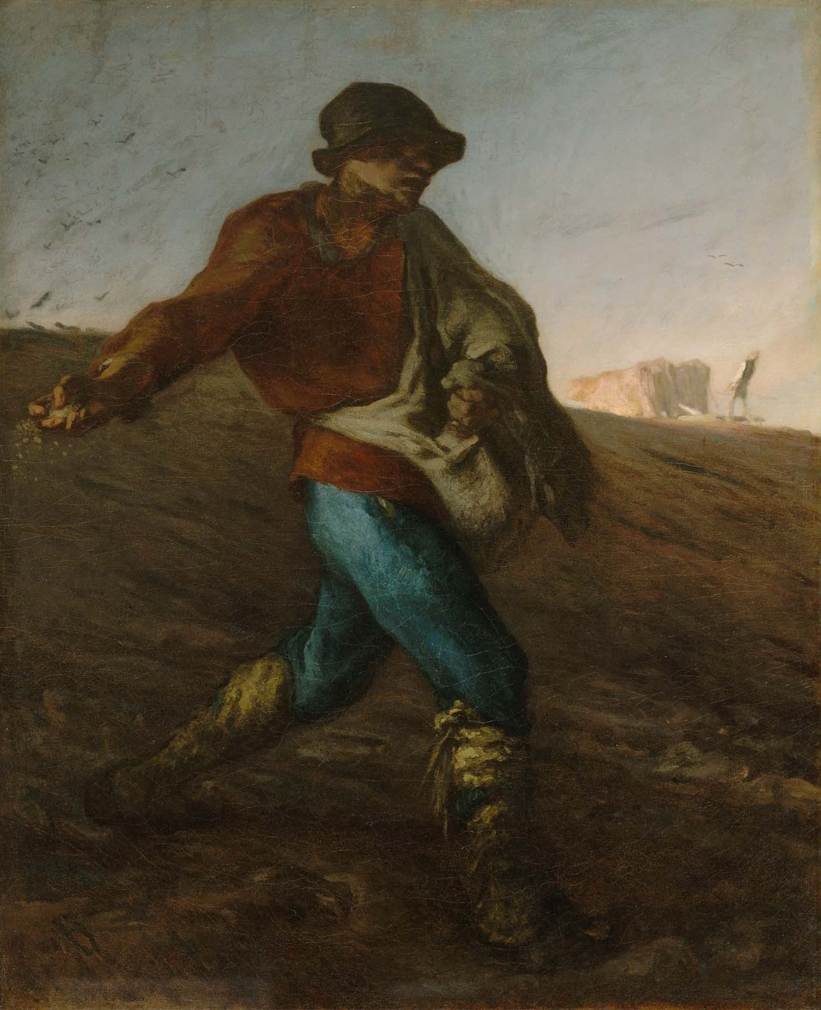
El sembrador, de Jean-François Millet, 1850.
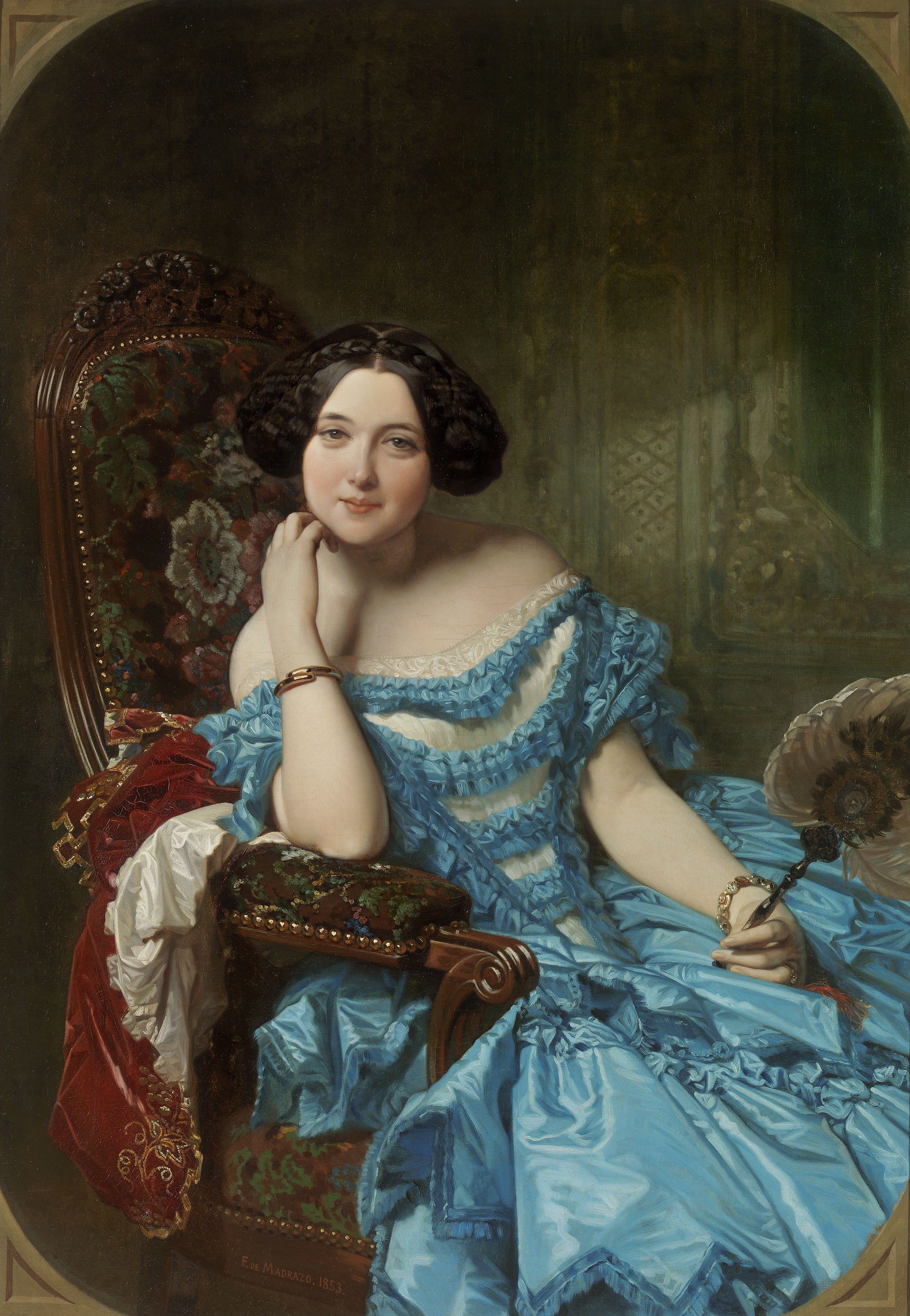
"La condesa de Vilches", Federico de Madrazo, 1853.
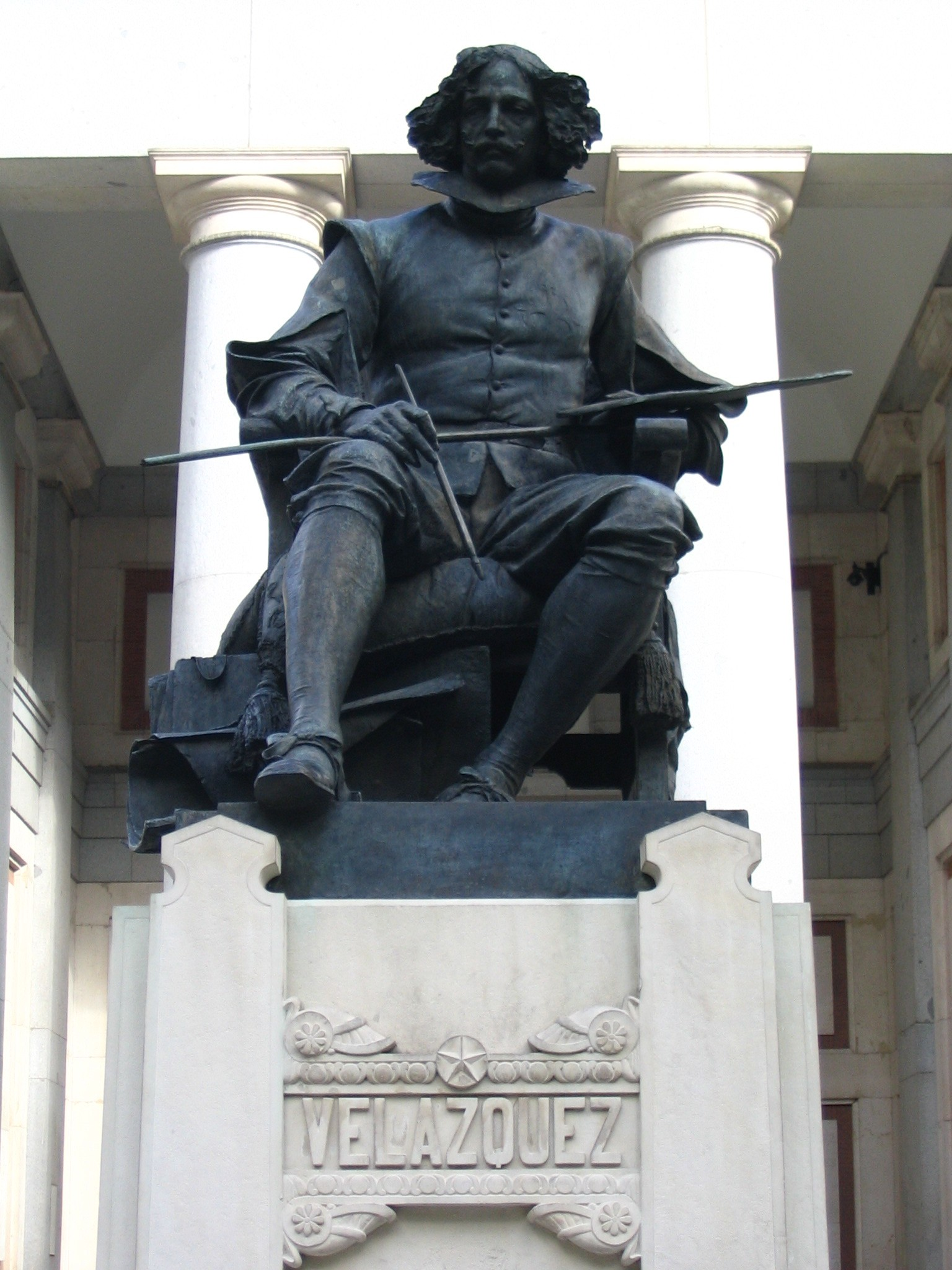
Monumento a Velázquez, Aniceto Marinas, 1899.
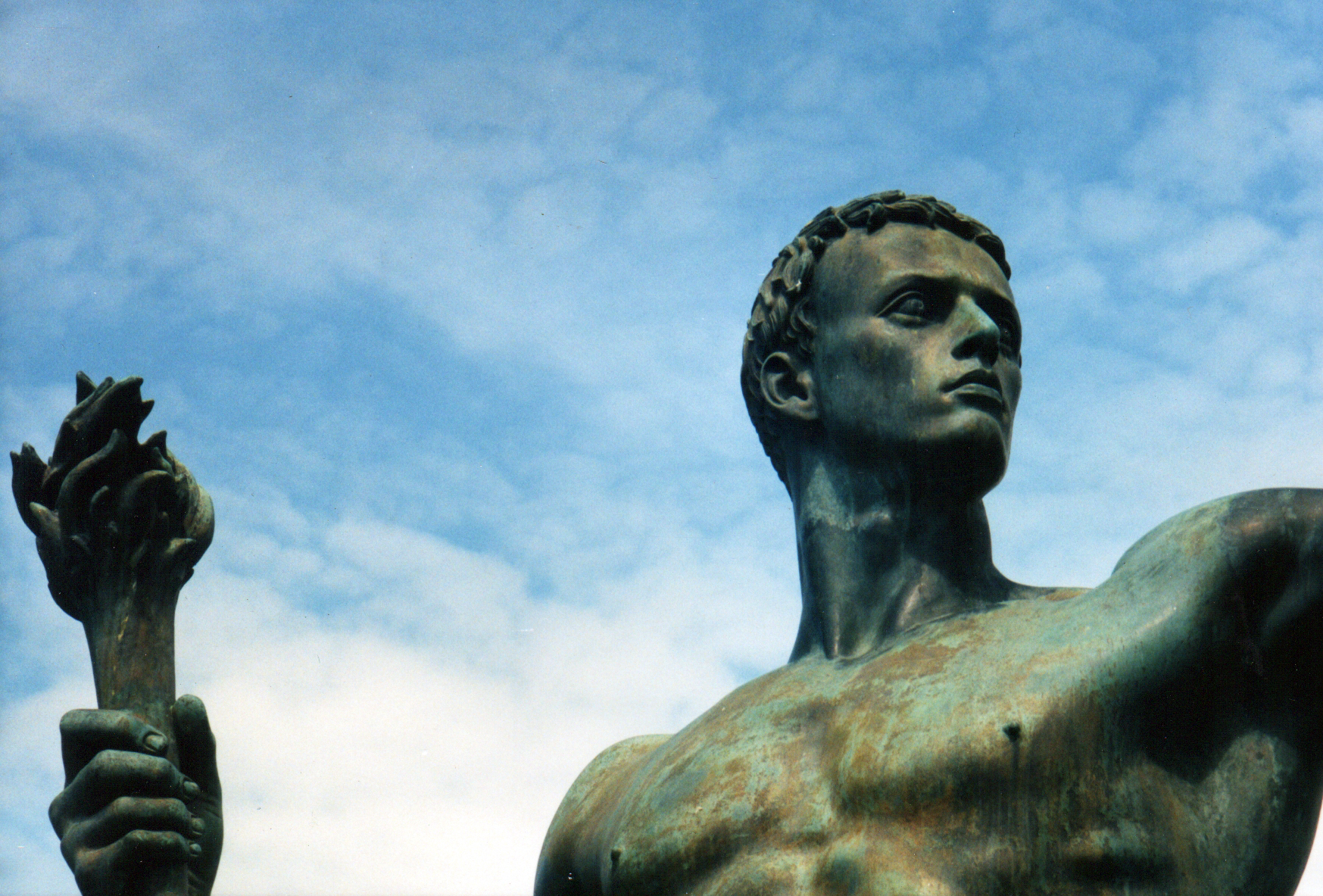
Die Partei ("El Partido" -por el Partido Nazi), de Arno Breker.